# Австрійське бароко

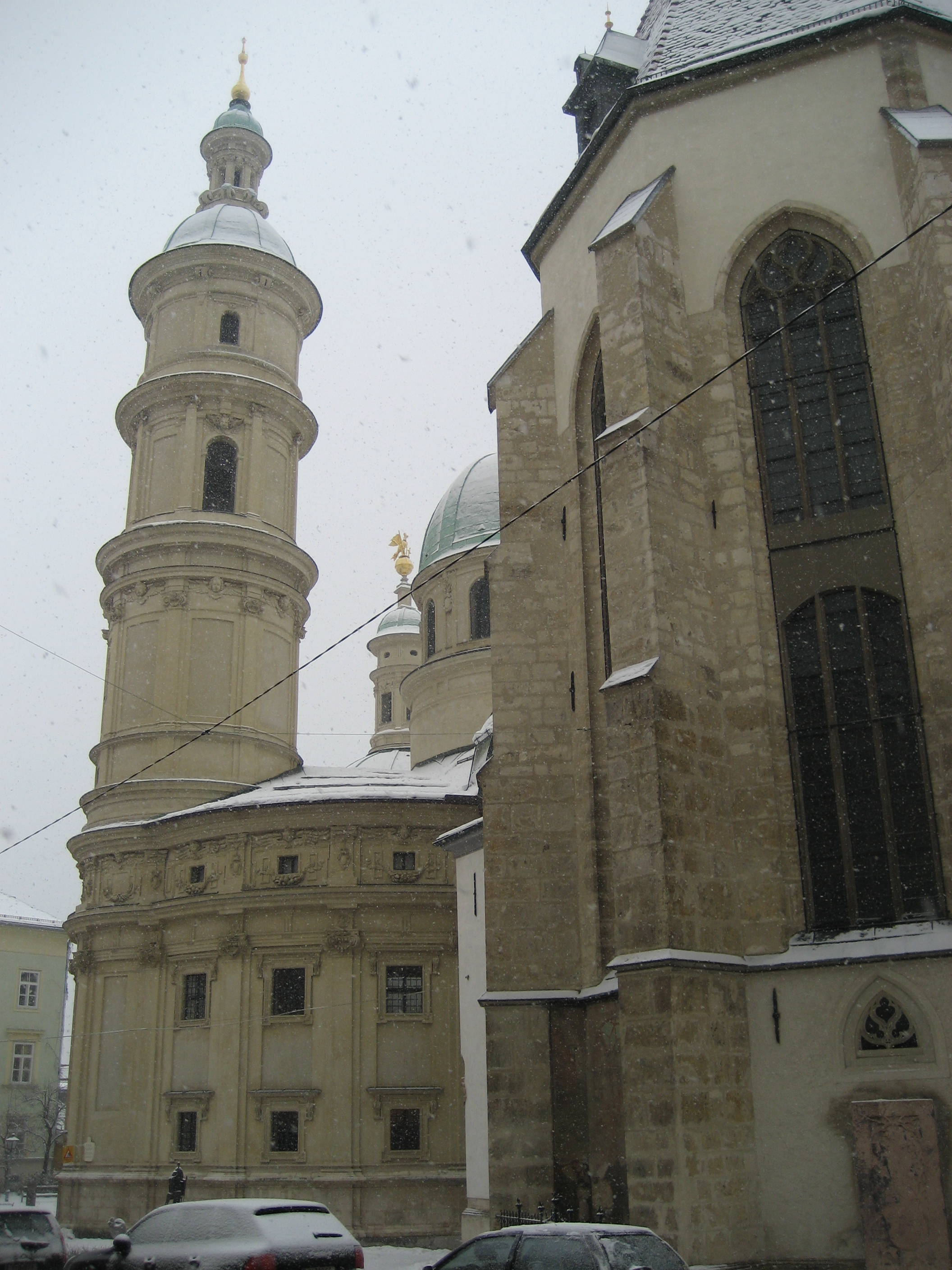
м. Грац, розмова готики з бароко

Австрі́йське баро́ко— етап розвитку мистецтва Австрійської імперії. Бароко Австрії дало видатні зразки у скульптурі, архітектурі, декоративному мистецтві, помітно менше у живописі та садово-парковому мистецтві. За значенням у західноєвропейському мистецтві посіло друге місце після бароко Італії і було досить тісно пов'язане з італійським культурним надбанням.

## Початковий період
В 17 столітті Австрія як держава мала недовгий період піднесення. Він пов'язаний як з позитивними, так і негативними чинниками. Позитивними були перемоги над Туреччиною і вивільнення європейських територій від чужинської, неєвропейської культури. Бо Туреччина та її культура тоді не сприймалася частиною Європи. Негативним було приєднання нових територій до Австрії і формування Австрійської імперії. Вона і до цього була конгломератом культурно й історично різних регіонів. Тепер таких частин побільшало. Цей процес триватиме до кінця 18 століття. Почалося з приєднання насильством Угорщини з 1686 р. Закінчилося приєднанням північної Італії, що спровокувало Національно-визвольну війну спочатку в Угорщині на початку 18 століття, а в 19 столітті — в Італії.
Перемогу отримали світська і церковна влади Австрії, феодальна за спрямуванням. Ці феодальні, могутні і багаті кола стали замовниками і головними споживачами надбань доби бароко. Бароко Австрії мало аристократичний характер. Але довгий термін його розвитку й існування в Австрії надав йому національного забарвлення і з часом був пов'язаний з імператорською владою і десятиліттями розквіту імперії. Мистецтво Австрії мало чимало рис німецького мистецтва, але наявність у державі низки регіонів з різним рівнем національних культур теж вплинуло на розвиток і форми стилю бароко.
Будівництво в стилі бароко почалося задовго до 1690-х років. Один з перших зразків — бароковий собор в місті Зальцбург — виник в 1611—1628 роках. Вже тоді широко викоростовувалися проекти і праця архітекторів Італії, бо бароко Австрії розвинулося під могутнім впливом бароко Італії. Так, собор в Зальцбурзі будував італієць Сантіно Соларі.

## Переможна війна з Туреччиною
На історію австрійського бароко суттєво впливали політика і військові обставини того періоду. Армії Османської Туреччини активно просувались на захід і суттєво збільшували кількість західноєвропейських земель, приєднаних до Туреччини. Вже суто Австрія зазнала загабницьких зазіхань на власні південні території, а сам Відень знав дві турецькі облоги. Після другої облоги Відня зі стратегічних міркувань були поруйновані усі середньовічні передмістя столиці, аби не дістались турецьким загарбникам. Це позбавило клопоту залагодження питань з приватною власністю у передмістях. Через це пільгові стани Австрії на етапі перемог над Туреччиною розпочали будівельні роботи на вивільнених територіях відразу у стилістиці бароко. Практично цілком була вибудована і уся західна частина Відня, найбільш поруйнована під час облоги і перетворена на центр австрійського бароко вже на початку 18 ст.

## Доба розвиненого австрійського бароко
Учнівський період закінчився приблизно через 70 років. Австрійське бароко починає по справжньому конкурувати з батьківщиною бароко — Італією. Вже найбільша барокова споруда Відня — палац Шенбрунн — будується австрійцями Йоганом Бернгардом Фішером фон Ерлахом та його сином Йозефом Еммануелєм. При цьому Шенбрунн не схожий на жоден з палаців Італії. В самому Відні будують барокові — палац принца Євгена Савойського (Бельведер), Богемську канцелярію, Придворну бібліотеку, церкву Св. Карла Борромея (Карлскірхе), палаци аристократів. Австрійська провінція пишається справжнім шедевром — бароковим монастирем в містечку Мельк (арх. Я.Прандтауер, Й.Мунгенаст).

## Скульптура

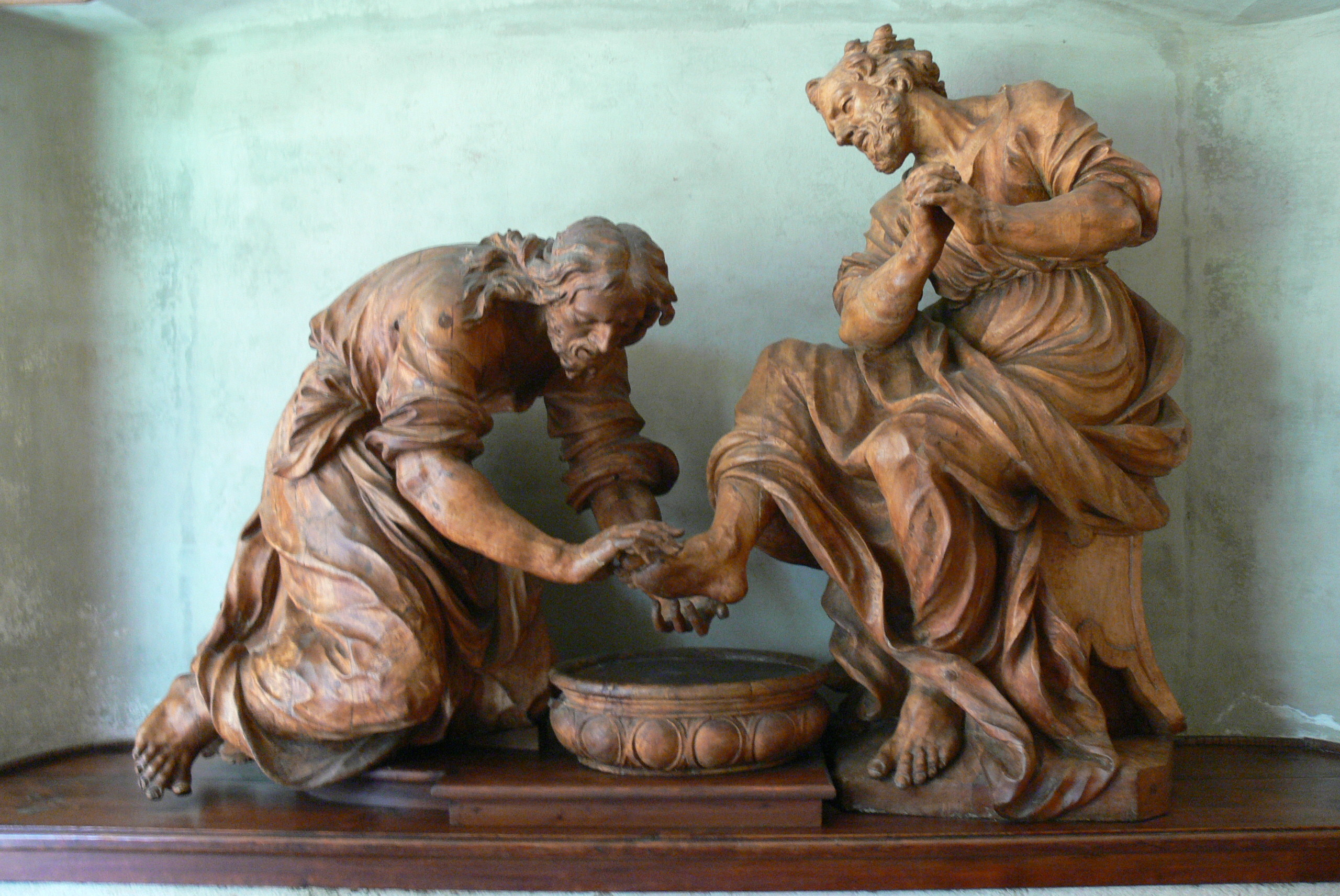
Ск. Джованні Джуліані. «Христос миє ноги апостолу Петру», 1-ша пол. 18 ст., абатство Гейлігенкройц, Зульц-ім-Вінервальд, Австрія
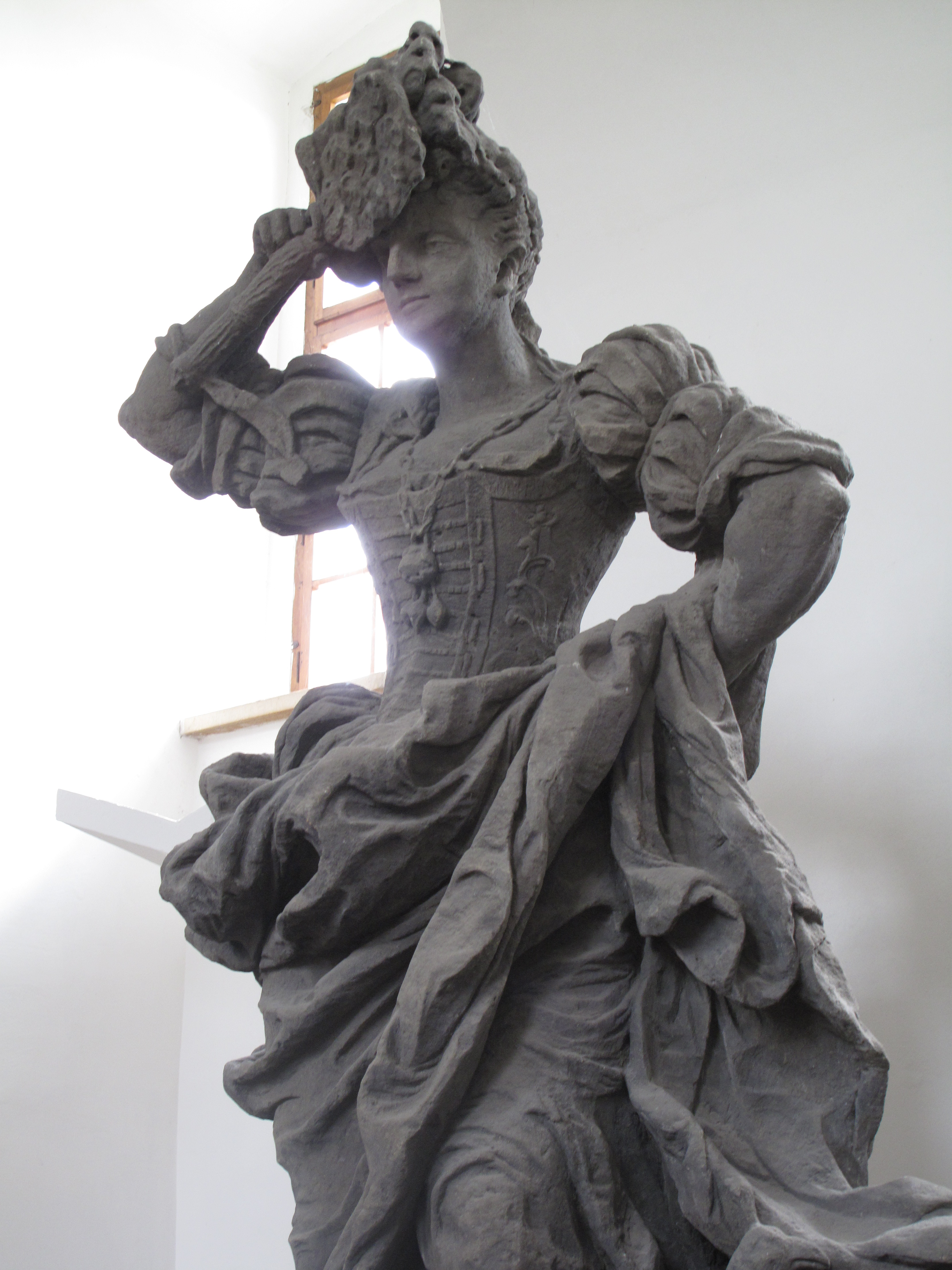
Матьяш Бернард Браун. «Алегорія Пихи», цикл «Гріхи», замок Кукс
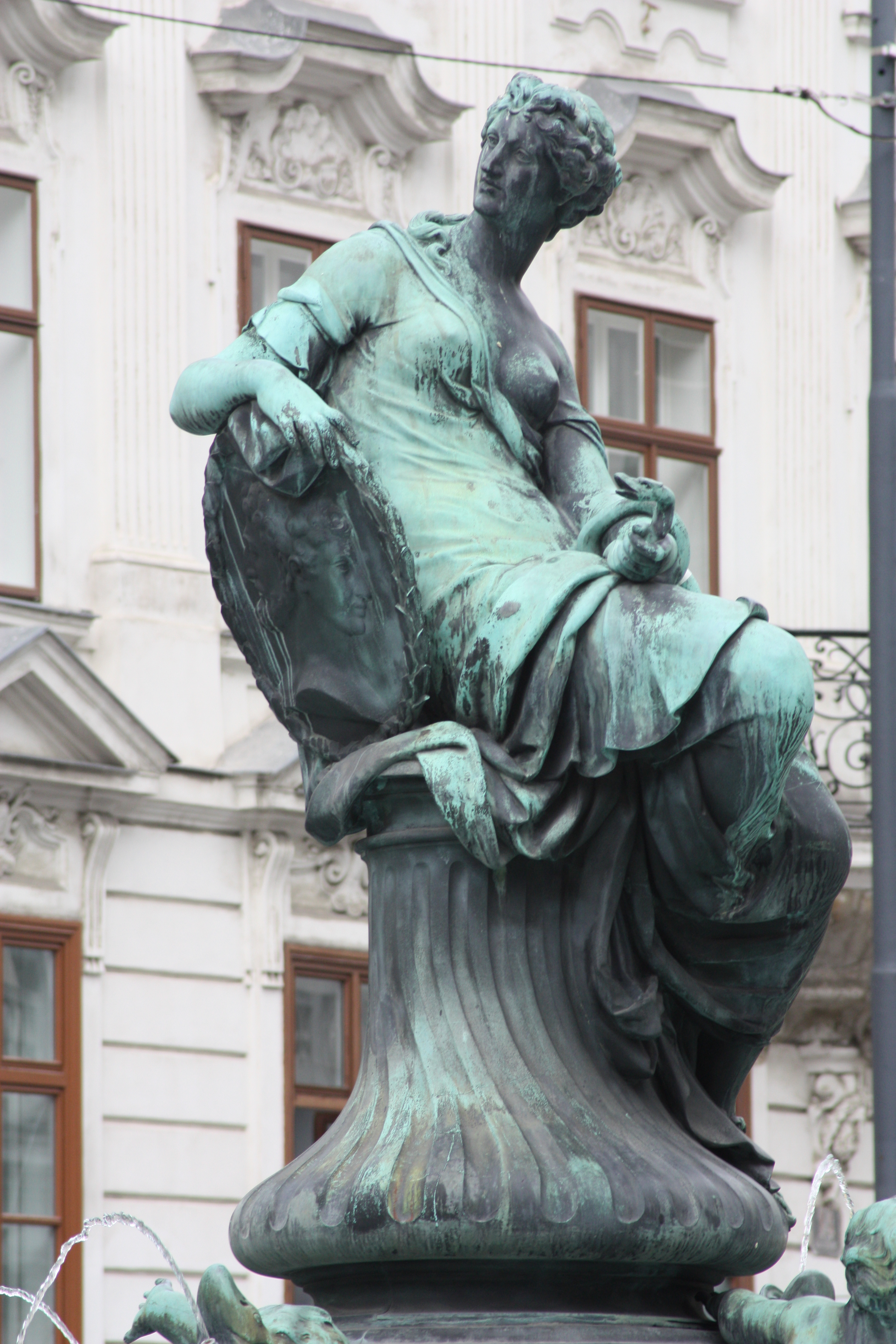
Георг Доннер. «Алегорія Мудрого Правління.»
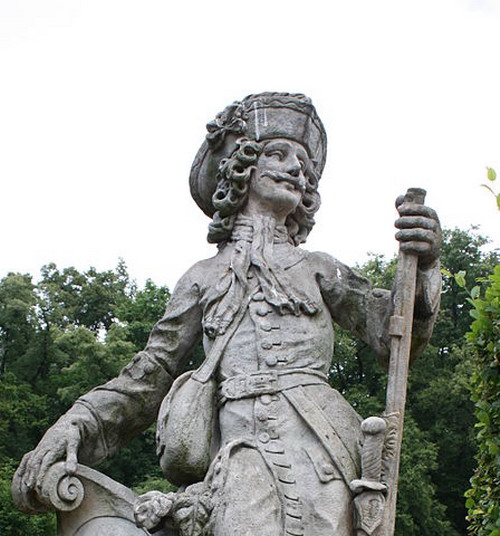
Ігнац Франц Платцер. «Алегорія місяця Марта», паркова скульптура, серія «Місяці року» ]]
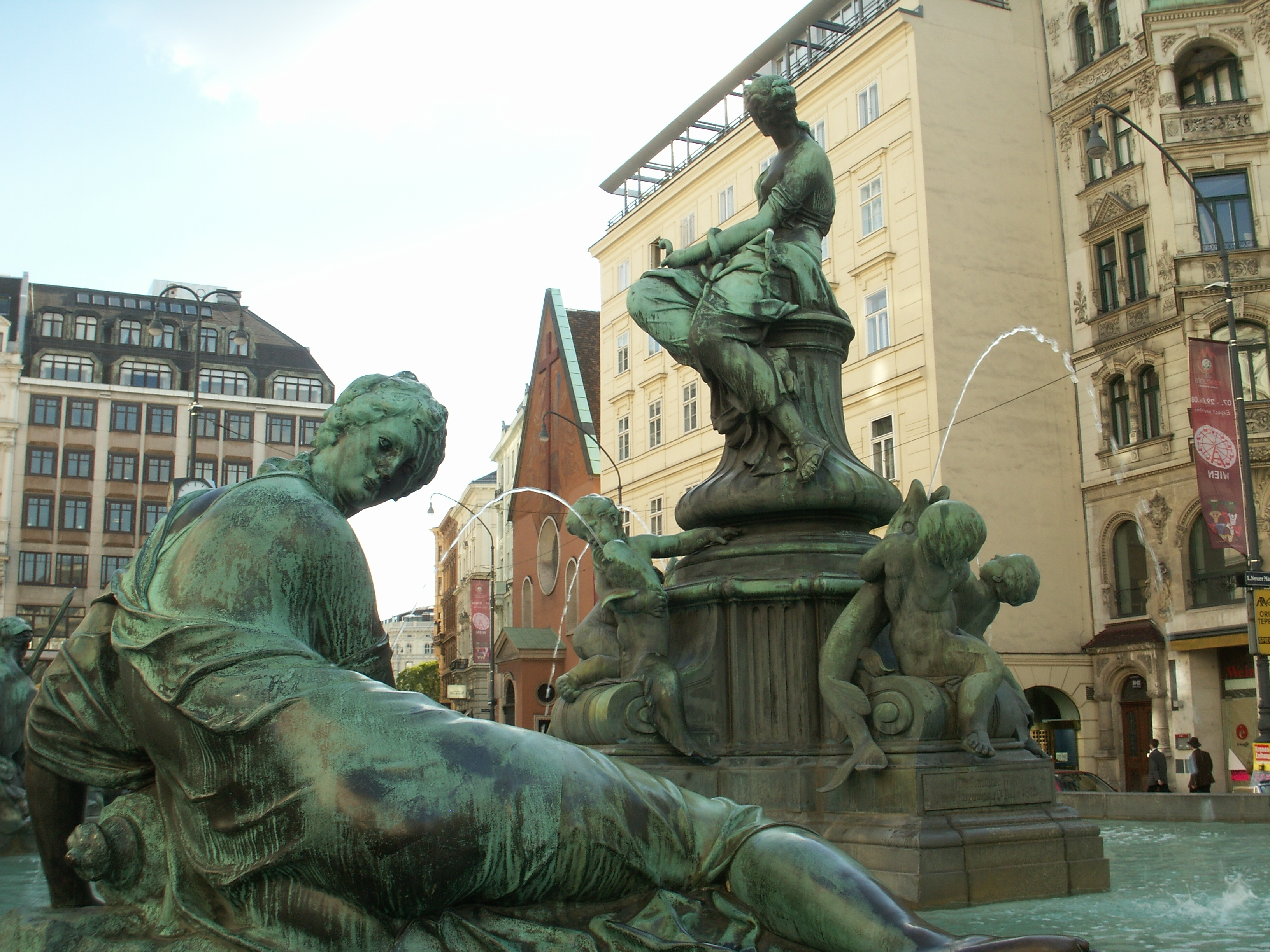
Георг Доннер. Алегорія річки Іббс з горщиком (Фонтан «Мудре Правління», Відень)
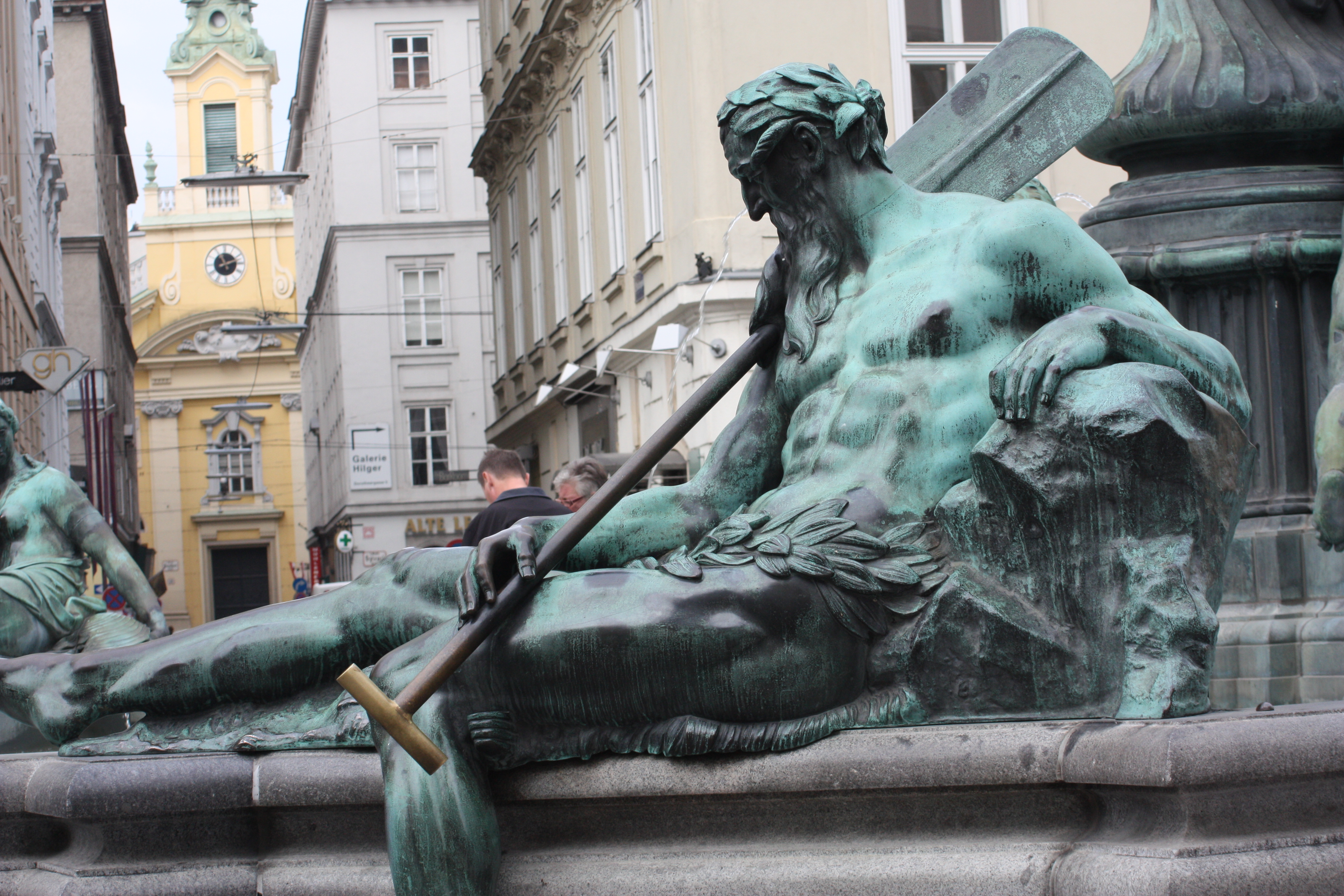
Георг Доннер. Алегорія річки Еннс у вигляді старого з веслом (Фонтан «Мудре Правління», Відень)
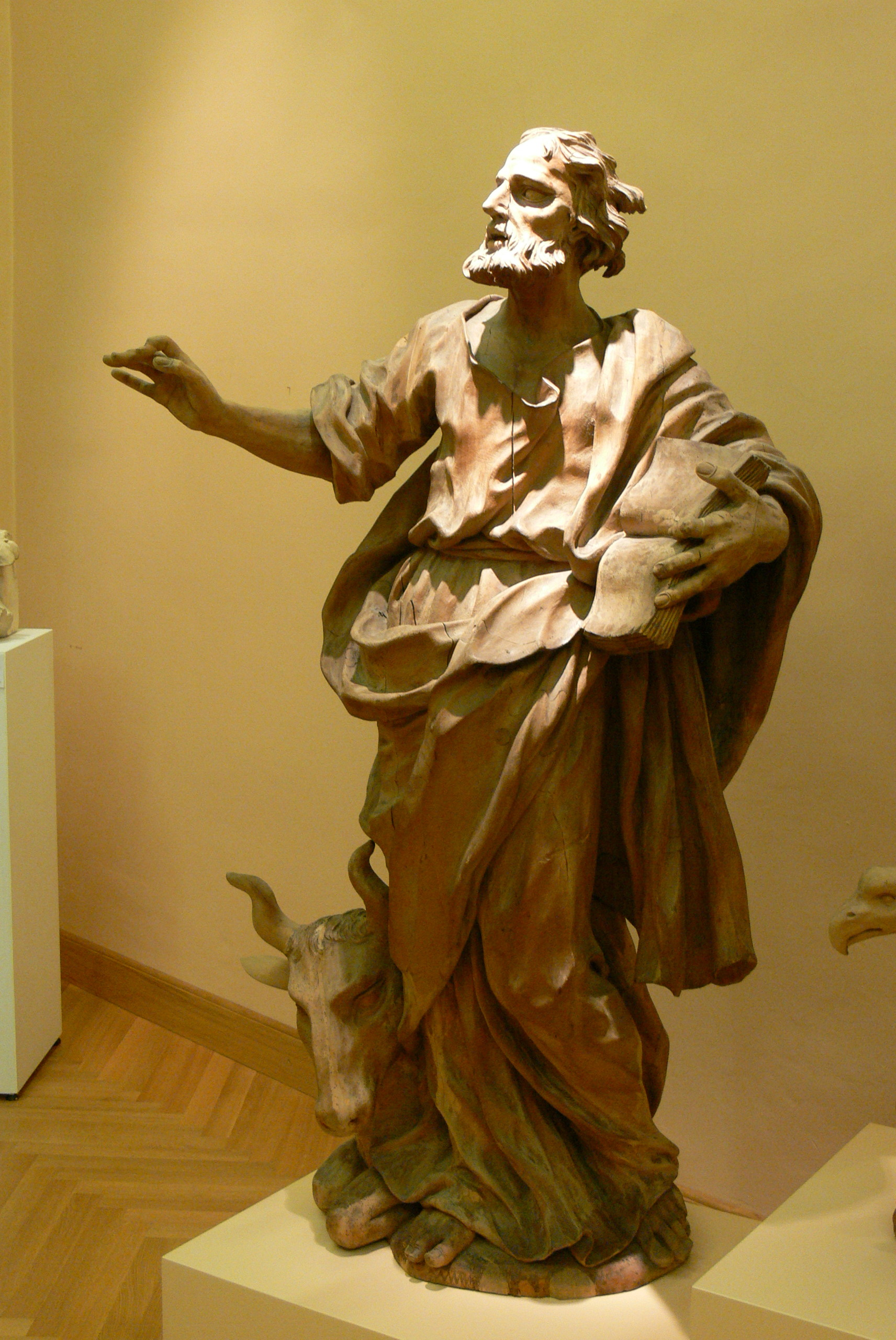
Ск. Джованні Джуліані.«Євангеліст Лука», 1721 р.
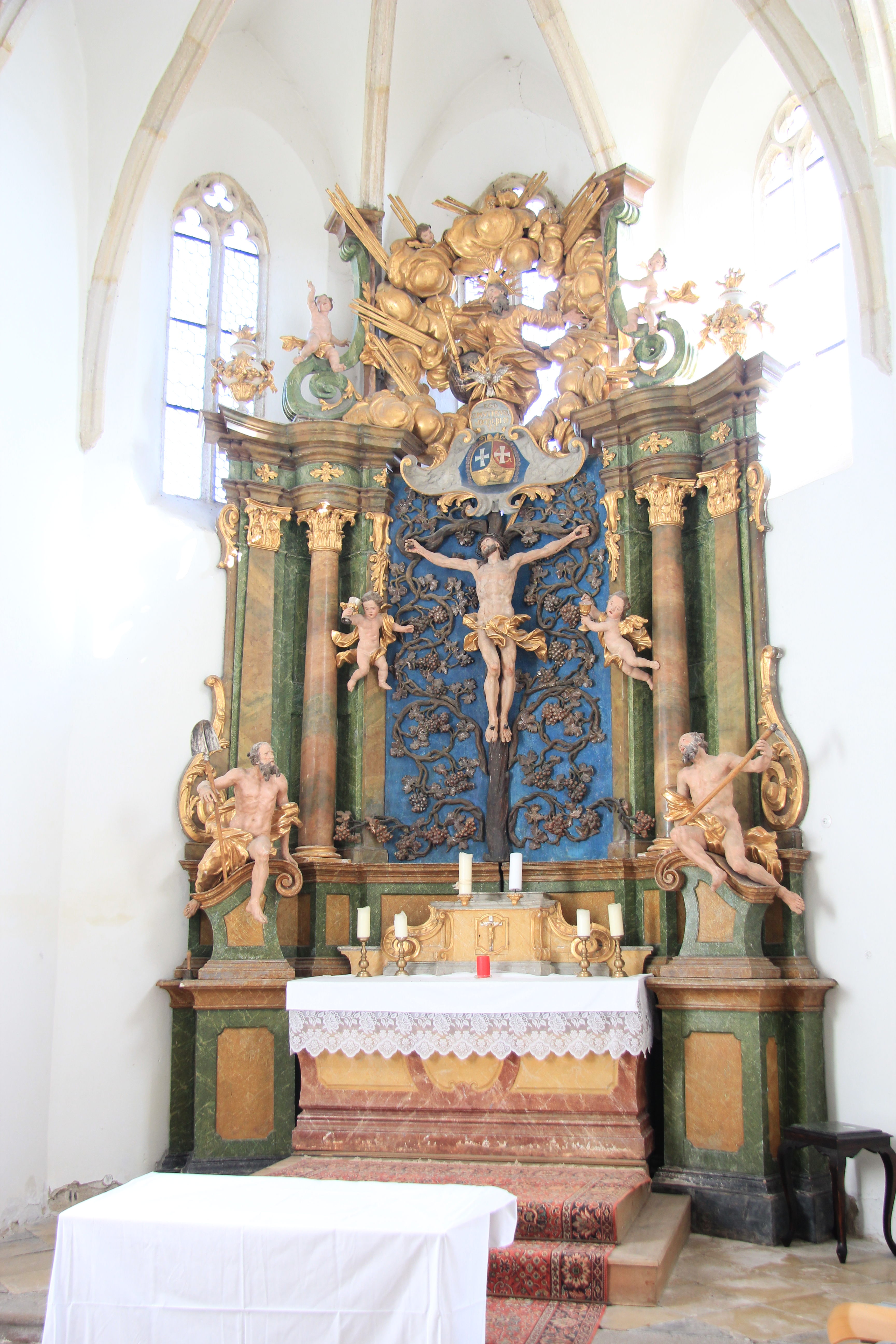
Джованні Джуліані. Вівтар каплиці св. Івана
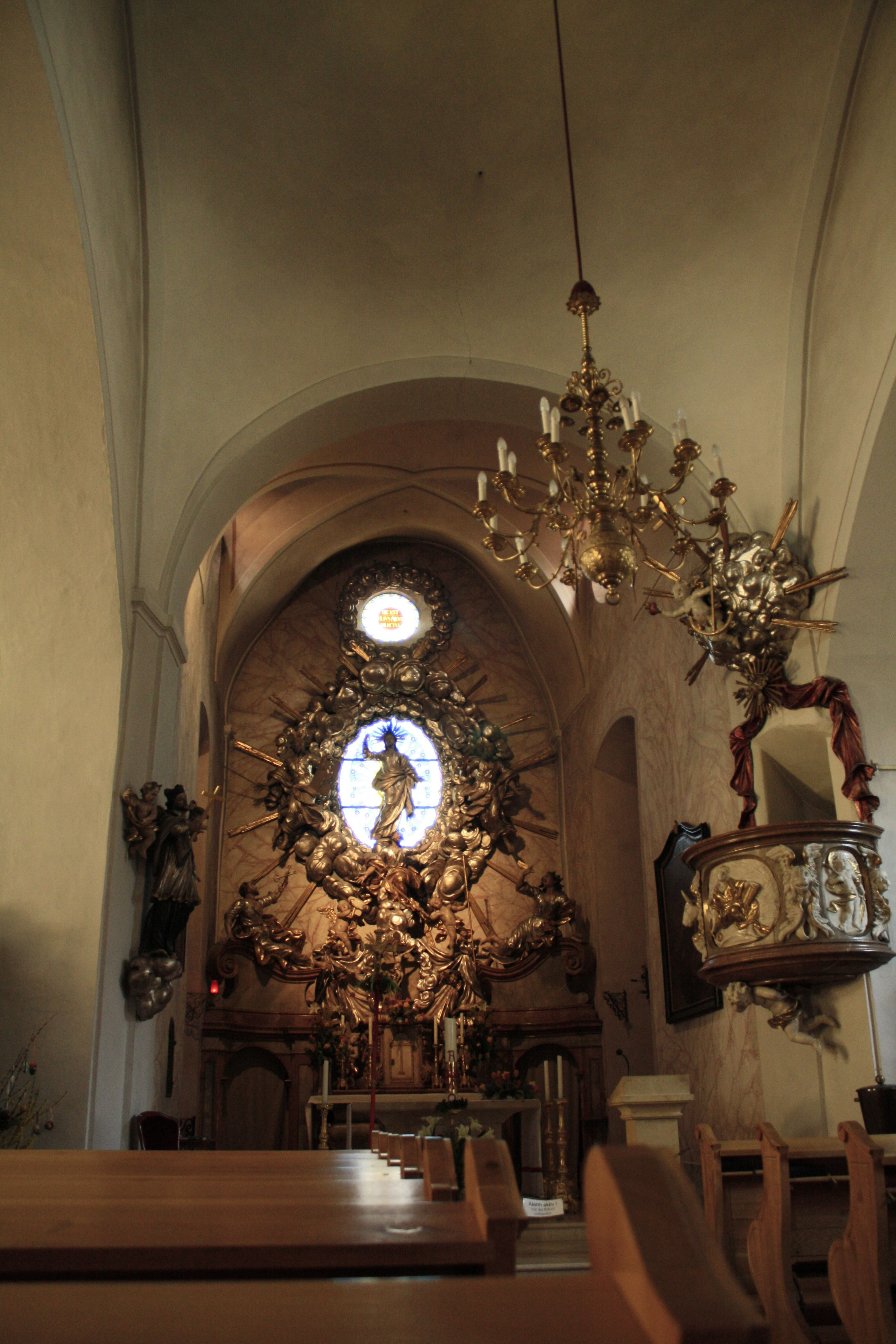
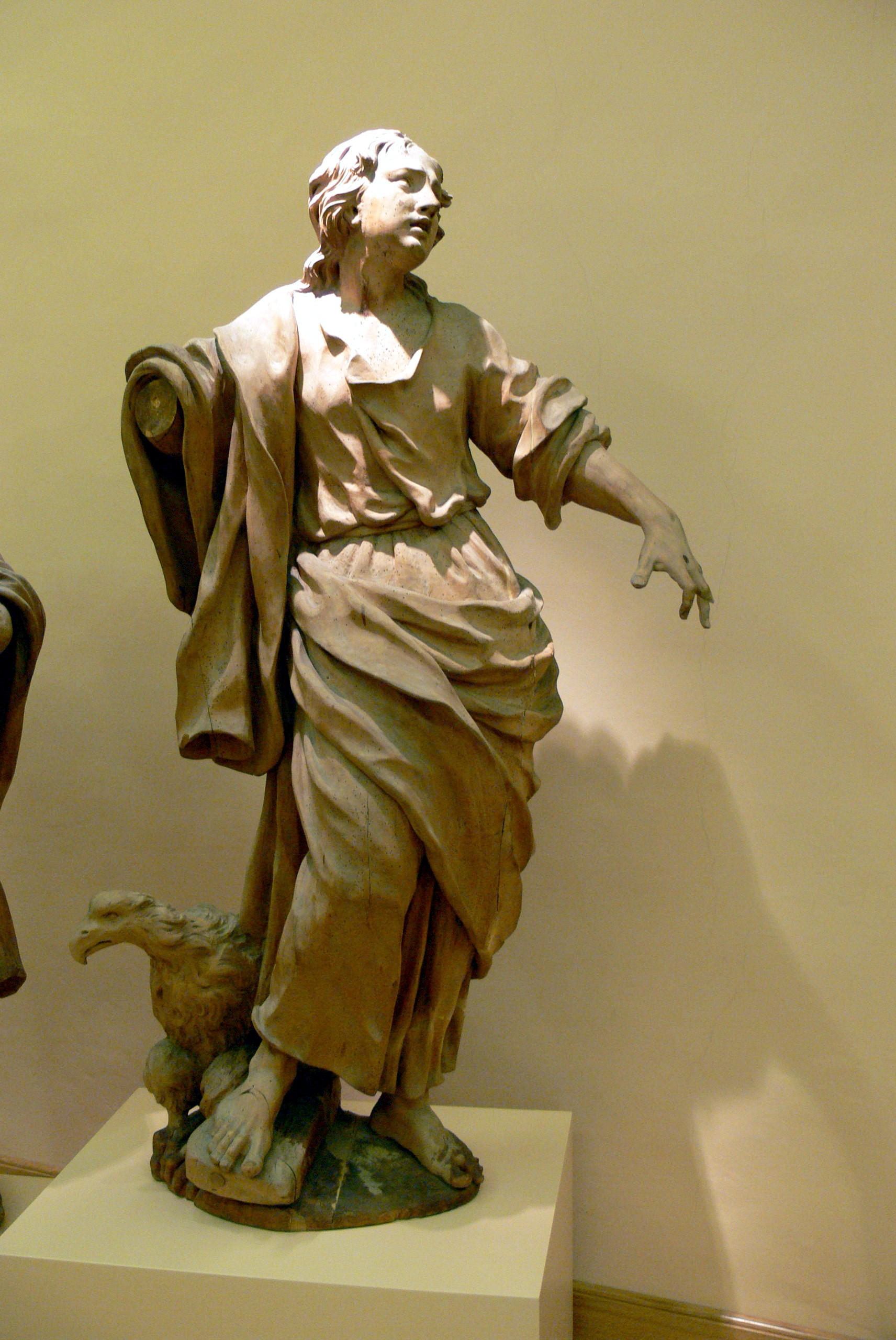
Джованні Джуліані. «Євангеліст Іван», 1721 р.
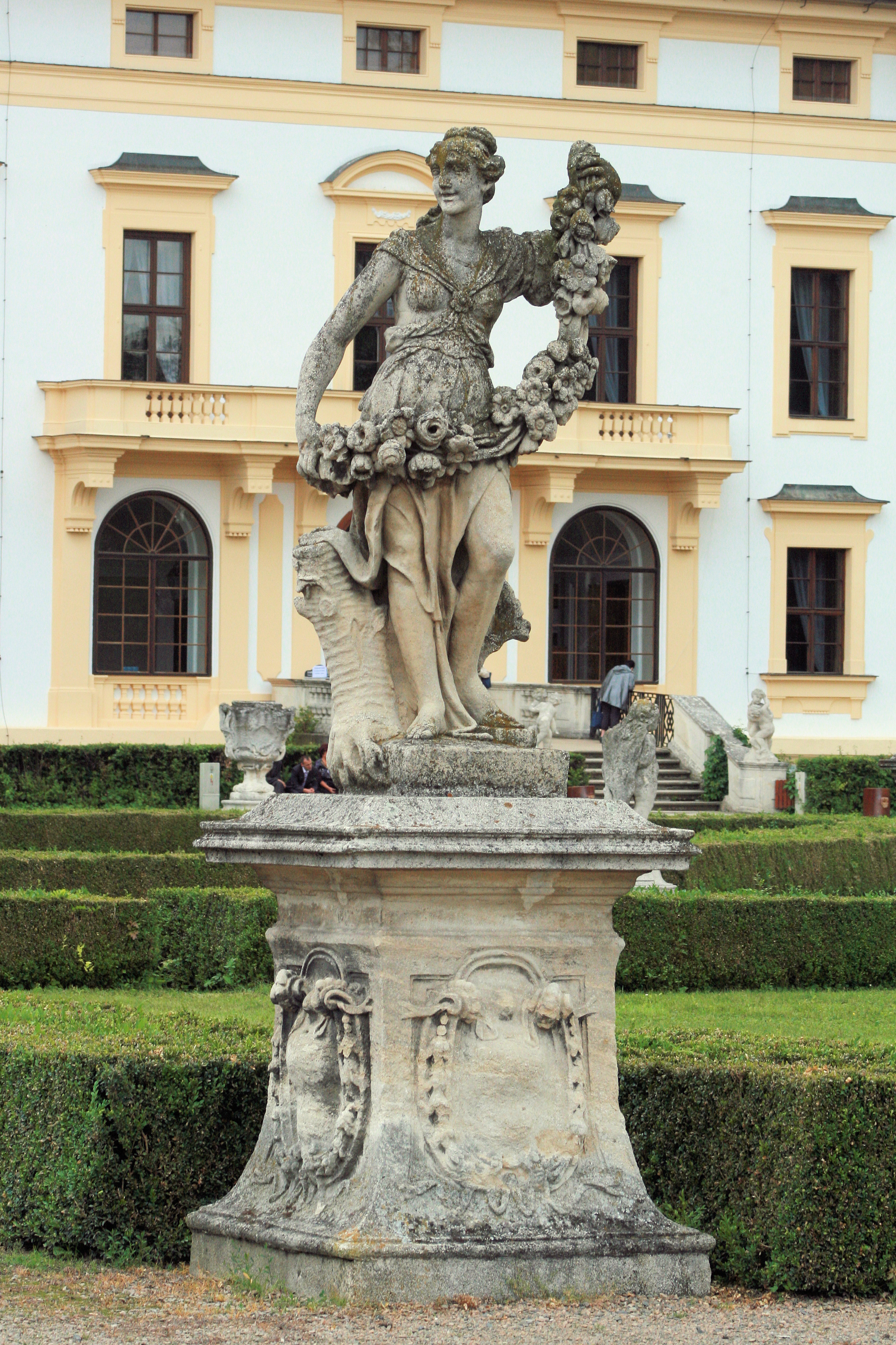
Джованні Джуліані. Палац Славков-у-Брна (колишній Аустерліц), алегорична садово-паркова скульптура.
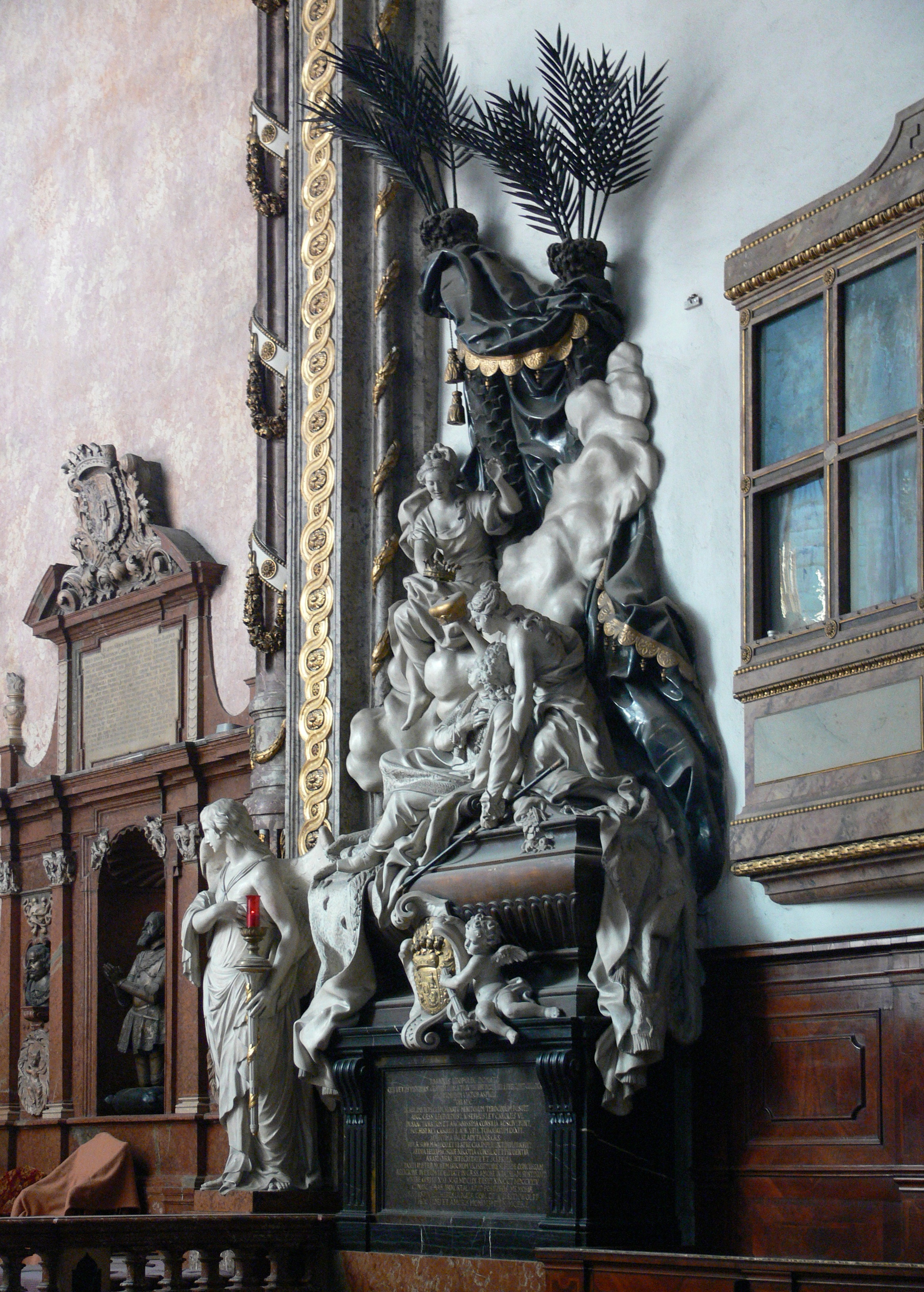
Фердинанд Брокоф, надгробок, Відень, ц-ва Св. Михаїла

Скульптура австрійського бароко на початковому етапі була тісно пов'язана із скульптурним надбанням Римської школи скульптури. Це доводять як запрошення на працю у Австрію низки італійських скульпторів (серед котрих і високо обдарований Джованні Джуліані), так і практикою навчання і стажування німецьких і австрійських скульпторів у Римі, що потім роками працюватимуть у Австрійській імперії. Серед відомих австро-німецьких скульпторів стажування у Римі не пройшов лише Георг Рафаель Доннер (1693—1741). На барокову стилістику австрійської скульптури суттєво вплинули знахідки і стилістика, вироблена римським скульптором Лоренцо Берніні та численними помічниками його майстерні.
Але учнівський період закінчився і скульптори Австрійської імперії виробились у автономні художні індивідуальності, про що свідчать надзвичайні художні досягнення у творах Георга Доннера, Франца Мессершмідта, скульторів Матьяша Бернарда Брауна та Фердинанда Брокофа, що працювали у підавстрійській провінції Чехії, низка менш обдарованих майстрів. Риси народженого рококо у суміші з бароко притаманні творам другого покоління австрійських скульпторів (пізні твори Матьяша Бернарда Брауна, твори Ігнаца Франца Платцера). В стилістиці рококо з впливами бароко працювали також Франц Антон Куен, Йоган Антон Бінерт, Франц Баугут, Йоган Адам Дітц, Йоган Георг Шланцовський, Франц Ігнац Вейсс, Йоган Антон Квітайнер, Ігнац Міллер тощо.
Австрійська скульптрура згаданого періоду була піднята на новий і високий щабель розвитку. Вона прикрасила численні католицькі храми, їх вівтарі, інтер'єри, фасади, барокові сади столиці і провінційних магнатських садиб, мости, прийшла на цвинтарі, у склепи і інтер'єри храмів як барокові надгробки.

## Архітектура

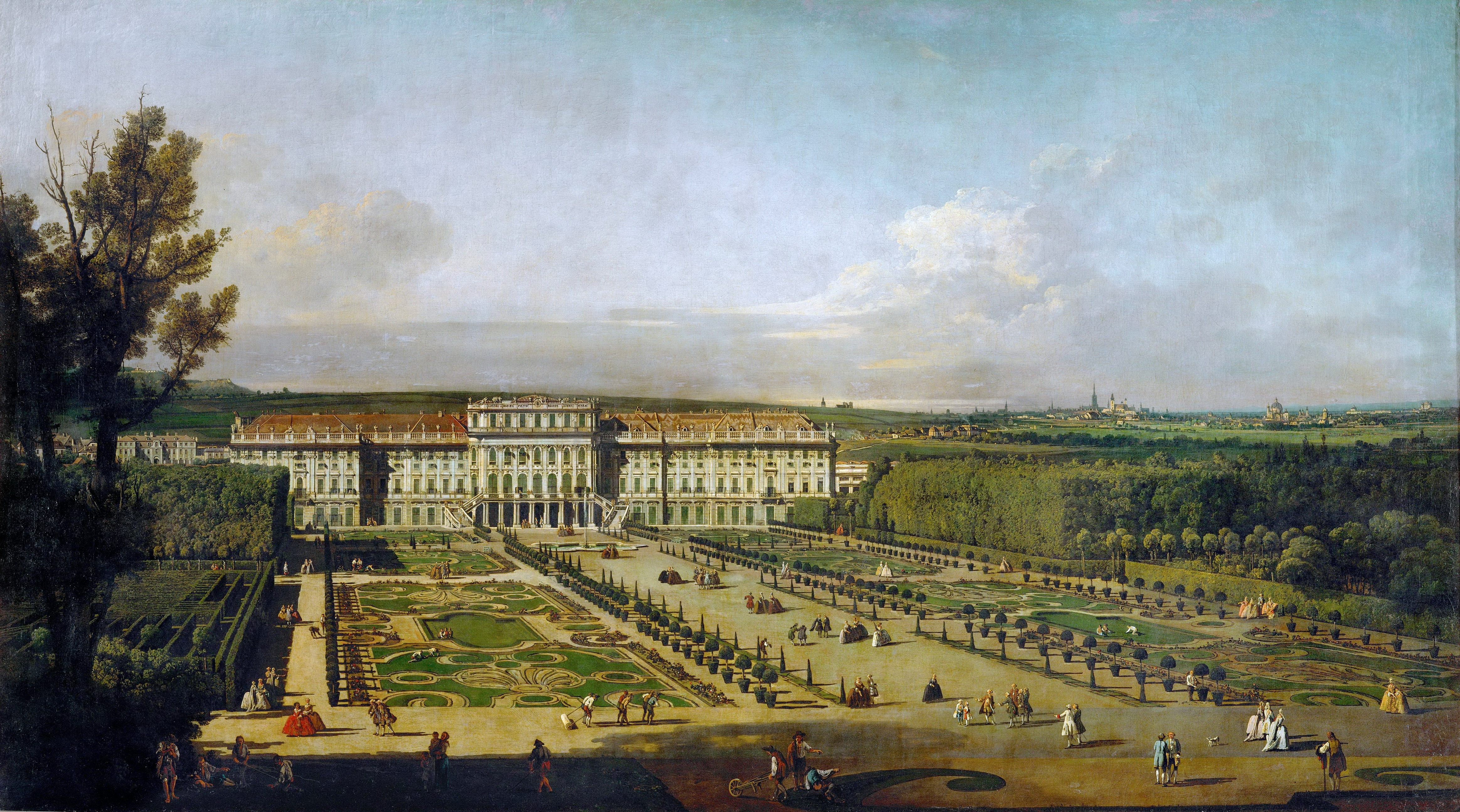
Шенбрунн на картині Каналетто, 1758—1761

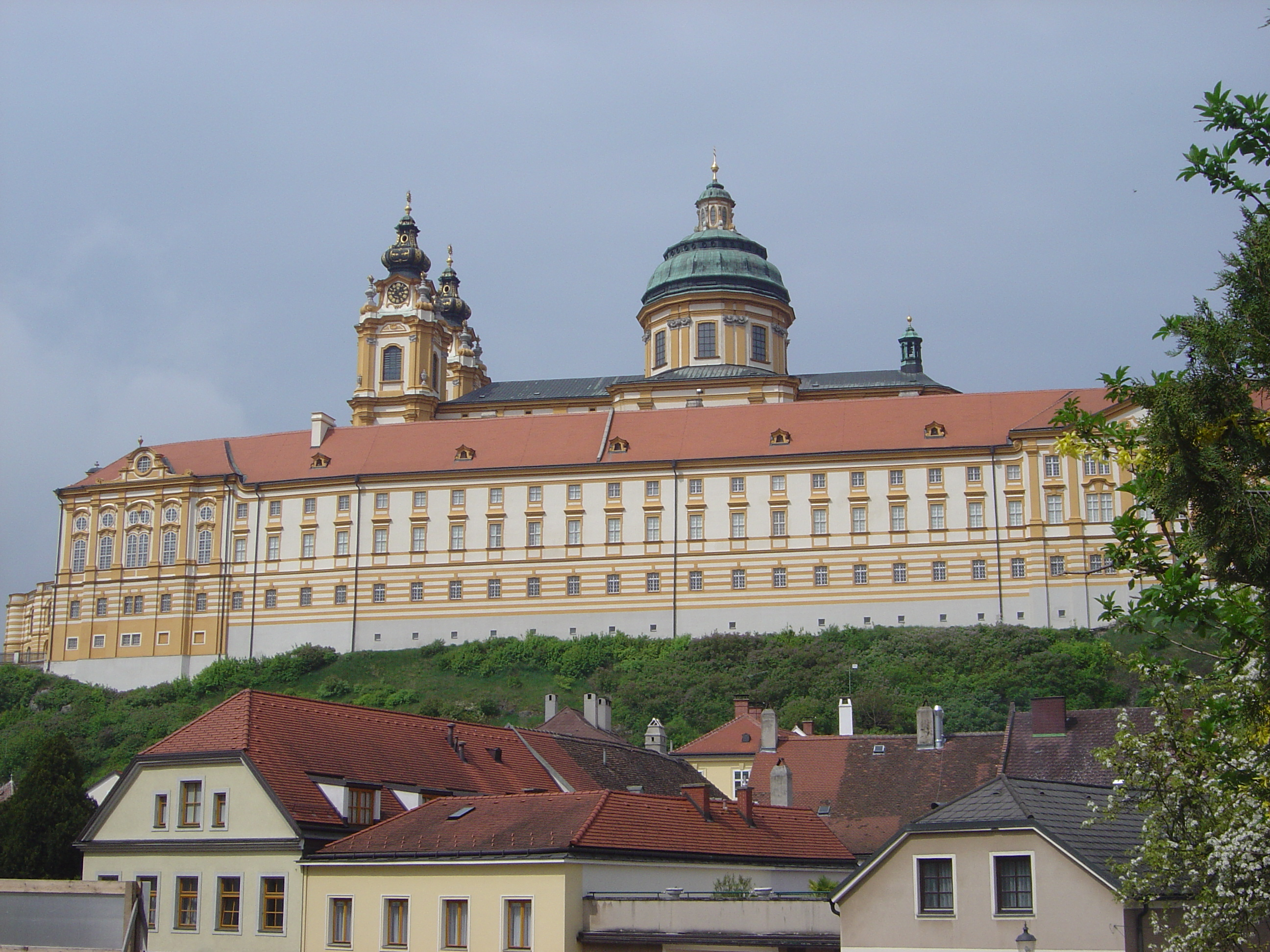
Монастир у Мельку, бічний фасад.

Тимчасове припинення воєн з Османською імперією надає можливість імператорському уряду зосередитися на будівництві палаців і церков у пишній стилістиці бароко. Так, 1695 р. розпочалось будівництво імператорської резиденції — палацово-паркового ансамблю Шенбрунн. Первісний проект доручили створити австрійцю, ним був Йоган Бернгард Фішер фон Ерлах (1656—1723). У Австрії продовжують використовувати талановитих італійських майстрів, але надають перевагу власним національним кадрам. Палацово-парковий ансамбль Шенбрунн неодноразово добудовували і міняли, тому від первісного проекта Фішера фон Ерлаха відступили. Повніше архітектурне обдарування Фішера фон Ерлаха розкрилось про побудові палаців австрійських аристократів та імперських закладів — це палац принца Євгена Савойського, Богемська канелярія, Придворна бібліотека.
Молодшим сучасником Фішера фон Ерлаха був архітектор Йоган Лукас фон Гільдебрандт (1668—1945). Гілдебрандта вважали суперником тогочасного придворного архітектора Йогана Бернгарда Фішера фон Ерлаха. Після смерті Ерлаха Гільдебрандт за наказом імператора посів його посаду. Споруди Гільдебрандта менш динамічні і стримані у використанні декору, але справляють враження більш легких, ніж солідні палаци Фішера фон Ерлаха. Гільдебрандт будував також у містах Зальцбург і Лінц. До кінця життя працював в Відні. Серед масштабних замов, виконаних архітектором Гільдебрандтом — віденський палац Бельведер. Вважають, що Фішер фон Ерлах та Йоган Лукас фон Гільдебрандт створили у австрійській архітектурі два національних варіанта бароко.
Нестача розвиненої архітектурної уяви як у Фішера фон Ерлаха, так і у його вельможних замовників, відбилась у створенні найбільшої за розмірами церковної споруди того часу — церкви Карла Борромея у Відні (Карлскірхе). У масштабній споруді еклектично поєднані шматки різних архітектурних споруд як стародавнього, так і барокового Рима. Незвичні і зовнішні фасади споруди Карлскірхе — завеликий і важкий купол, що придавлював споруду церкви з двома павільйонами і портиком у центрі. Незвичним і еклектичним було використання і двох дзвіниць у формах, скопійованих з римської колони давньоримського імператорського форума Траяна, взятої двічі.
Елегантність і стилістична чистота художніх образів була притаманна іншому австрійському архітекторові. Це Франц Антон Пільграм (1699—1761). З метою удосконалення майстерності відвідав папський Рим. Серед архітекторів Рима на нього найбільший вплив мали твори Франческо Борроміні, П'єтро да Кортона, Карло Райнальді.
Але в самій Австрії його праця припала на період, коли численних емігрантів і найманців-італійців почали відсувати на другі ролі, підтримуючи і просуваючи вперед національних австрійських фахівців. Декотрий час мав можливість спостерігати за роботою архітектора Гілдебрандта. Сам виробився у майстерного архітектора. Серед замов архітектора — добудови в монастирі премонстратов в Лоуці, Зноймо. Окрім архітектури митець проектував проповідниці, вівтарі, облаштування для органів. Він виробився у відомого церковного майстра, про котрого знали керівники монастирів, єпископи, князі церкви. За підрахунками він створив різні проекти до більш ніж тридцяти 30 різних храмів в Австрійській імперії. Тобто, йому вже не вистачало замов у столиці і він активно працював у провінціях. Це не призвело до використання якихось копій чи еклектичного поєднання шматків чужої архітектури у власних проектах і спорудах. Франц Антон Пільграм повно розкрив власне архітектурне обдарування, незважаючи на працю у провінціях.
Серед провінційних шедеврів австрійського бароко — два монастирських комплекса — Мельк (де працював архітектор Якоб Прандтауер) та монастир у віддаленому Ясові (нині Словаччина, де працював архітектор Франц Антон Пільграм.)

## Декоративні стінописи і гротески

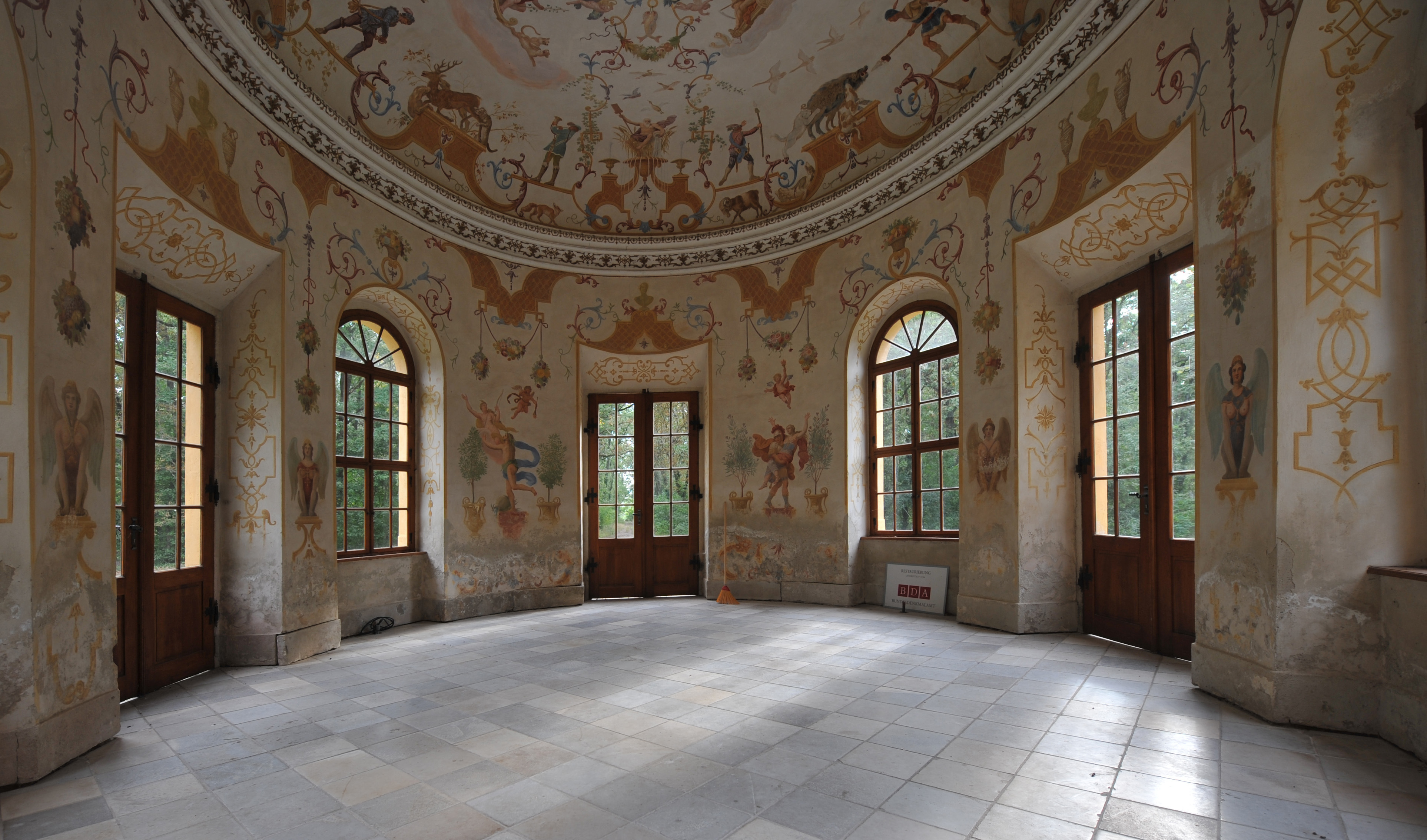
Замок Оберзібенбрунн, Австрія, архітектор Йоган Лукас фон Гілдебрандт (1668—1745), парковий павільйон, худ. Йонас Дрентвет, гротески.

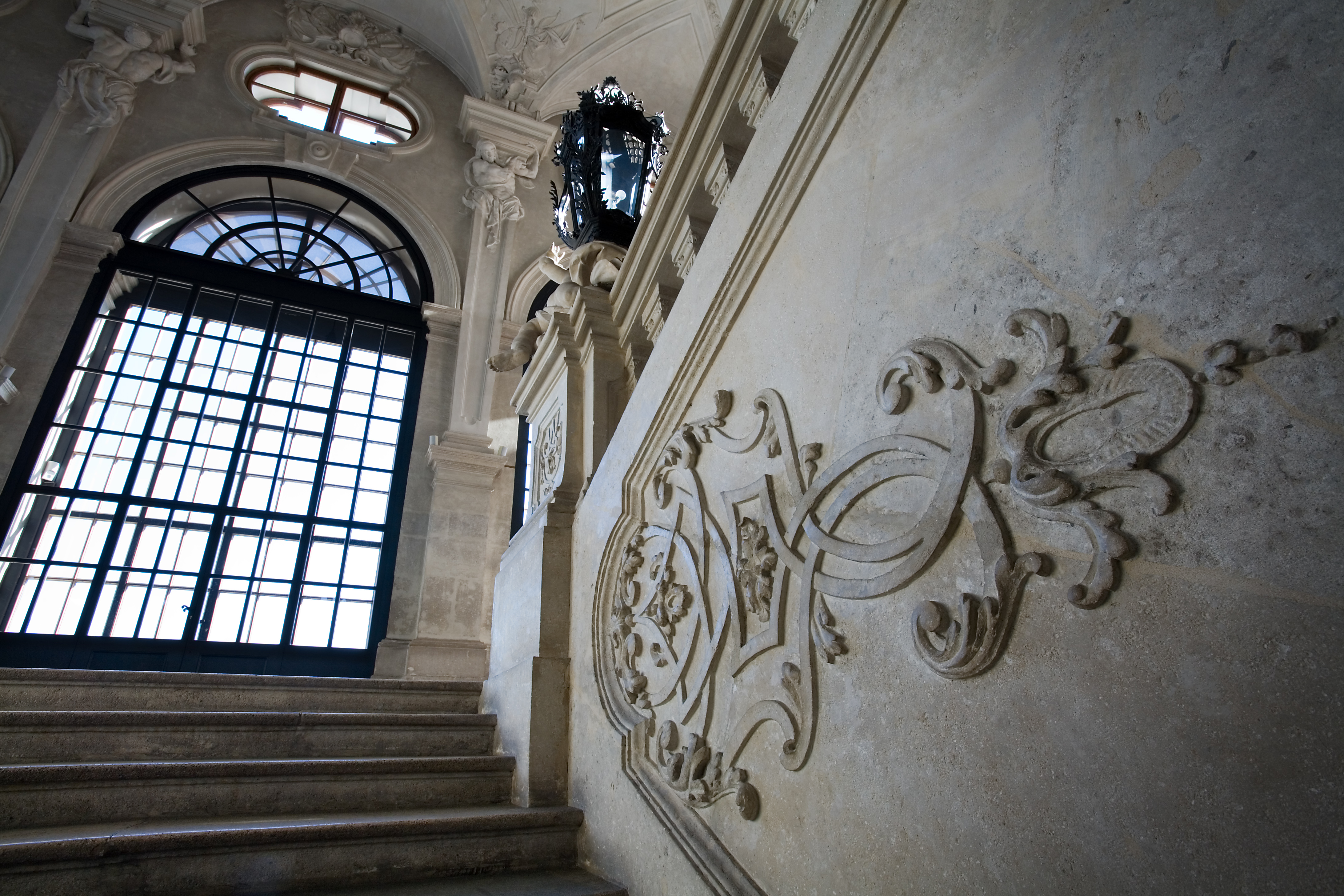
Палац Бельведер. Бароковий ліплений декор на мурі парадних сходинок, фото 2007 р.

Архітектура бароко тісно пов'язана з декоративним мистецтвом і створення ліпленого декору, стінописів, гротесків і орнаментів. Традиція йде з доби Середньовіччя та італійського Відродження, хоч кожний стиль обирав власні орнаментальні композиції, несхожі на попередній період. Вже в добу відродження пройшло розгалуження на орнаменти, відповідні храму і відповідні світській споруді та палацу. На формування орнаментів доби бароко могутньо вплинули гротески у залишках давньоримських споруд і увесь досвід орнаментальної гравюри 16 століття, що відштовхнулася від давньоримських орнаментів і гротесків і творчо їх розвинула. На хвилі моди на все давньоримське і поклонінні античному мистецтву художники Риму як зачаровані копіювали орнаменти Золотого дому, відкриті під час хижацьких розкопок 1480 року і що отримали назву гротески (орнаменти з гротів).
Традиція декорування барокових споруд набула поширення і у Австрійській імперії, що запозичила техніки декорування у італійців. Якщо у столиці набули можливості використання найкоштовніших матеріалів — різьблений мармур, високоякісне ліплення, окремі скульптури у палацах і багатих храмах, у провінціях задовольнялись дешевими засобами декорування типу ліплення і фресок, наближеними до римських і флорентійських зразків. Дешеві засоби декорування у руках віртуозних майстрів перетворювались на коштовні зразки мистецтва.

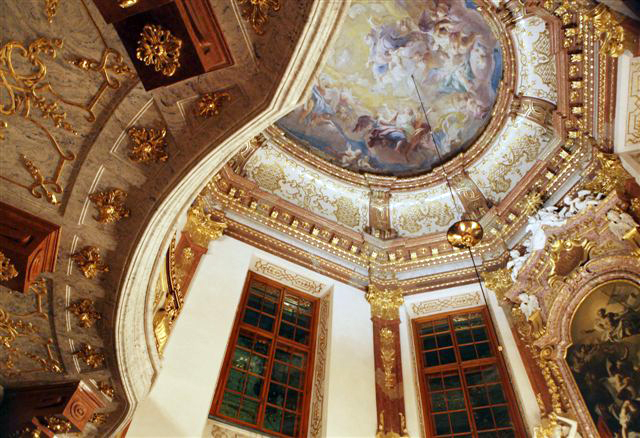
Палац Бельведер. Декор палацової каплиці, фото 2010 р.
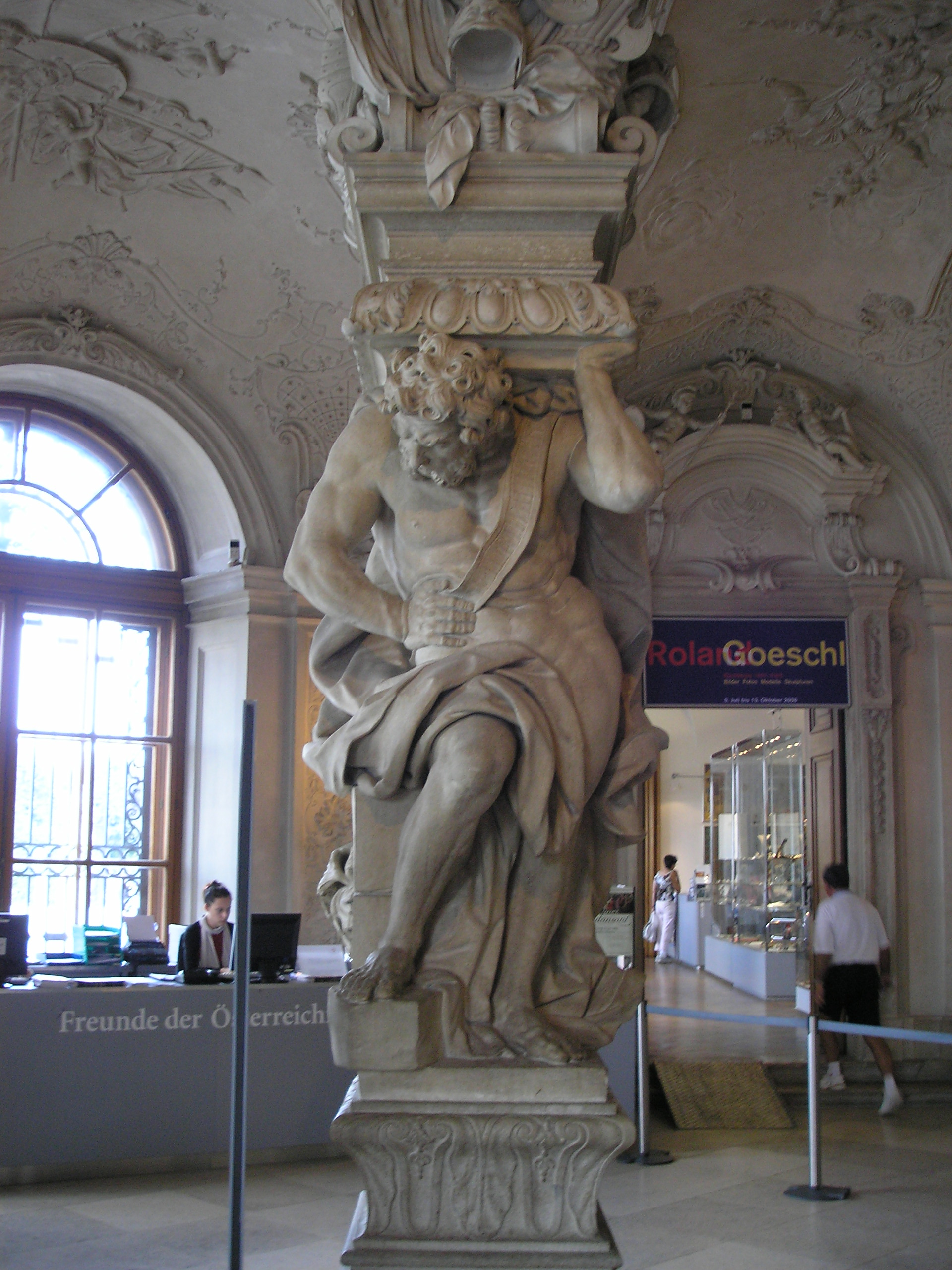
Барокова скульптура атлантів, палац Бельведер. Фото 2006 р.
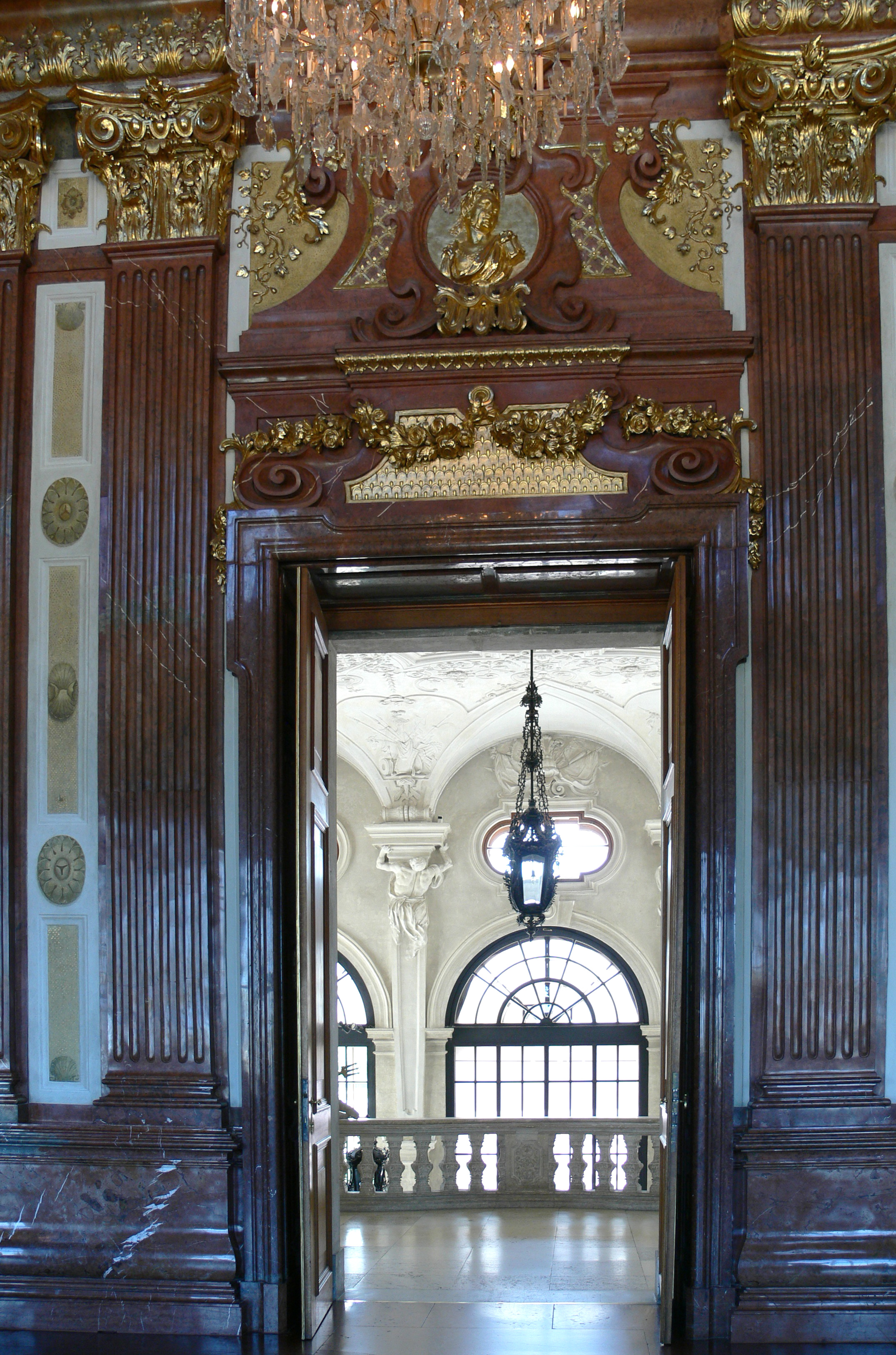
Палац Бельведер. Декор Мармурової зали, фото 2009 р.
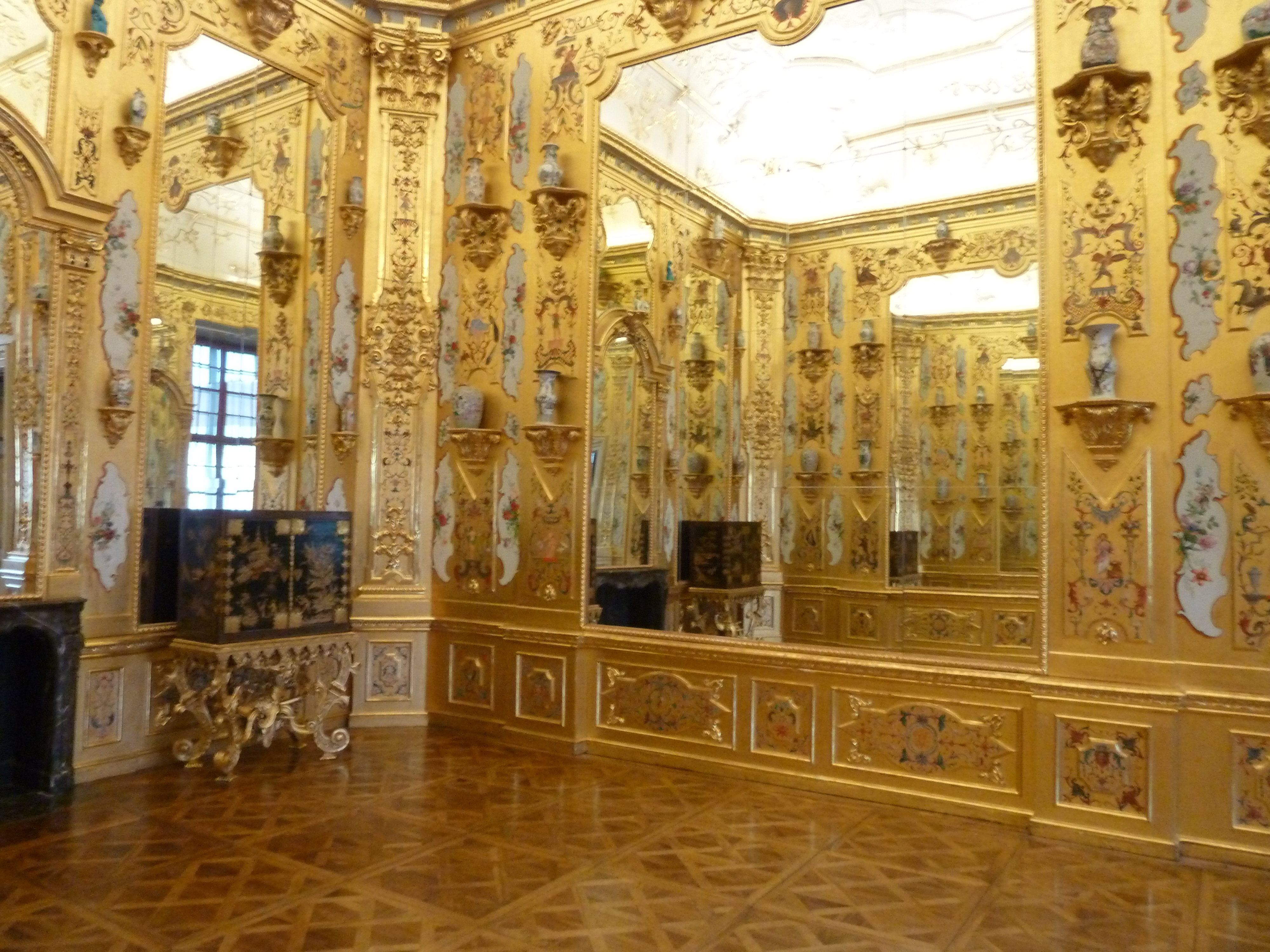
Палац Нижній Бельведер. Декор стін з використанням дзеркал і коштовної порцеляни на поличках. Фото 2013 р.
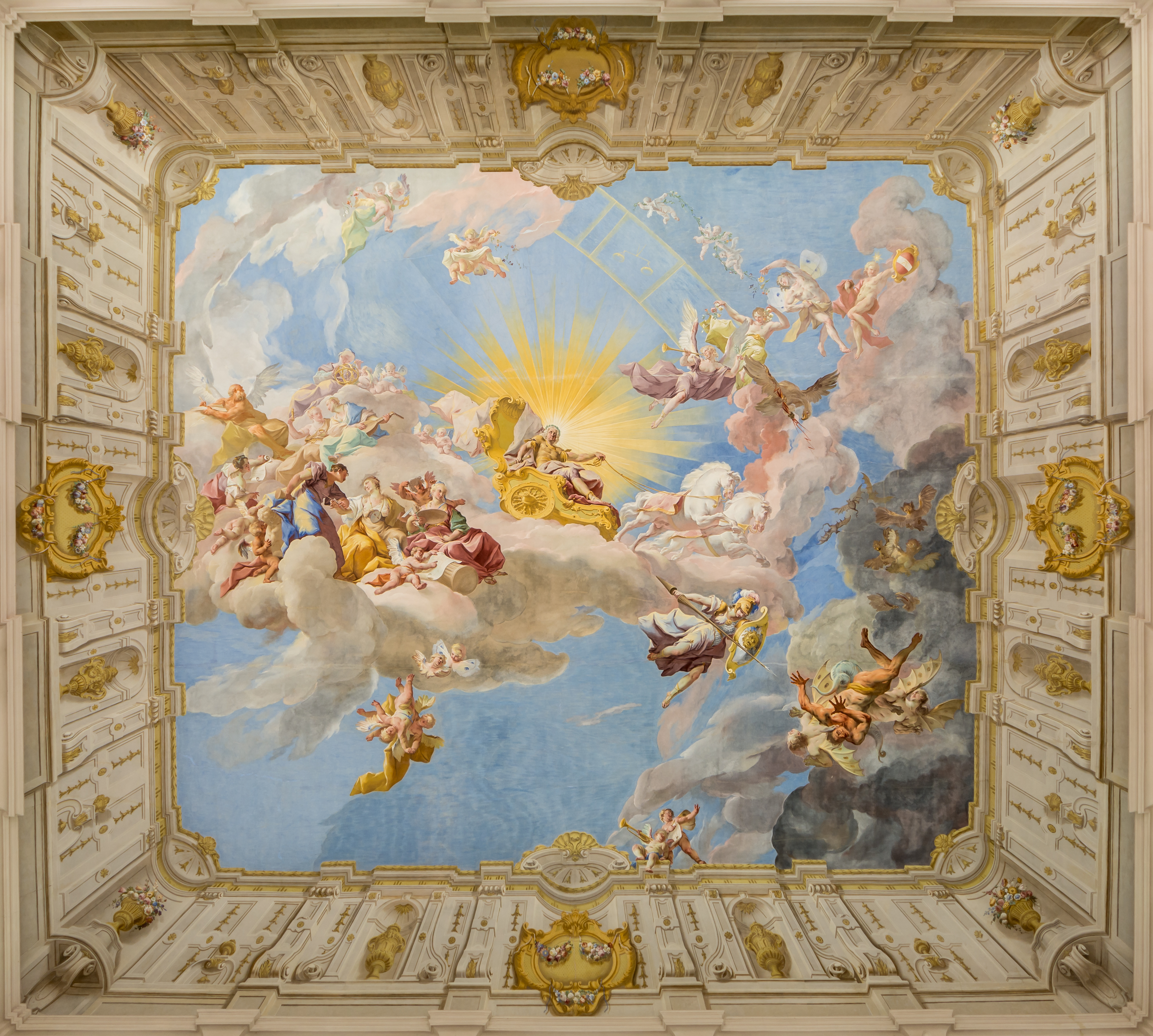
Худ. Пауль Трогер. «Апофеоз імператора Карла VI» — плафон над імператорськими сходами монастиря Ґьоттвайґ, Нижня Австрія, (1739 р.)

Серед відомих майстрів гротеска був німець Йонас Дрентвет (1656—1736), родом з міста Аугсбург. Він працював як по замовам у самому Відні, так і у барокових спорудах у передмістях. Урочисті і радісні орнаменти Йонаса Дрентвета створили йому таку славу, що майстер був запрошений декорувати фресками палац Бельведер, призначений для самого принца Євгена Савойського, а також Зимовий палац та парковий павільйон у заміському замку Оберзібенбрунн для нього. Серед виконаних замов Йонаса Дрентвета за межами суто Австрії — фрески у ратуші міста Пожонь (нині Братислава).

## Живопис

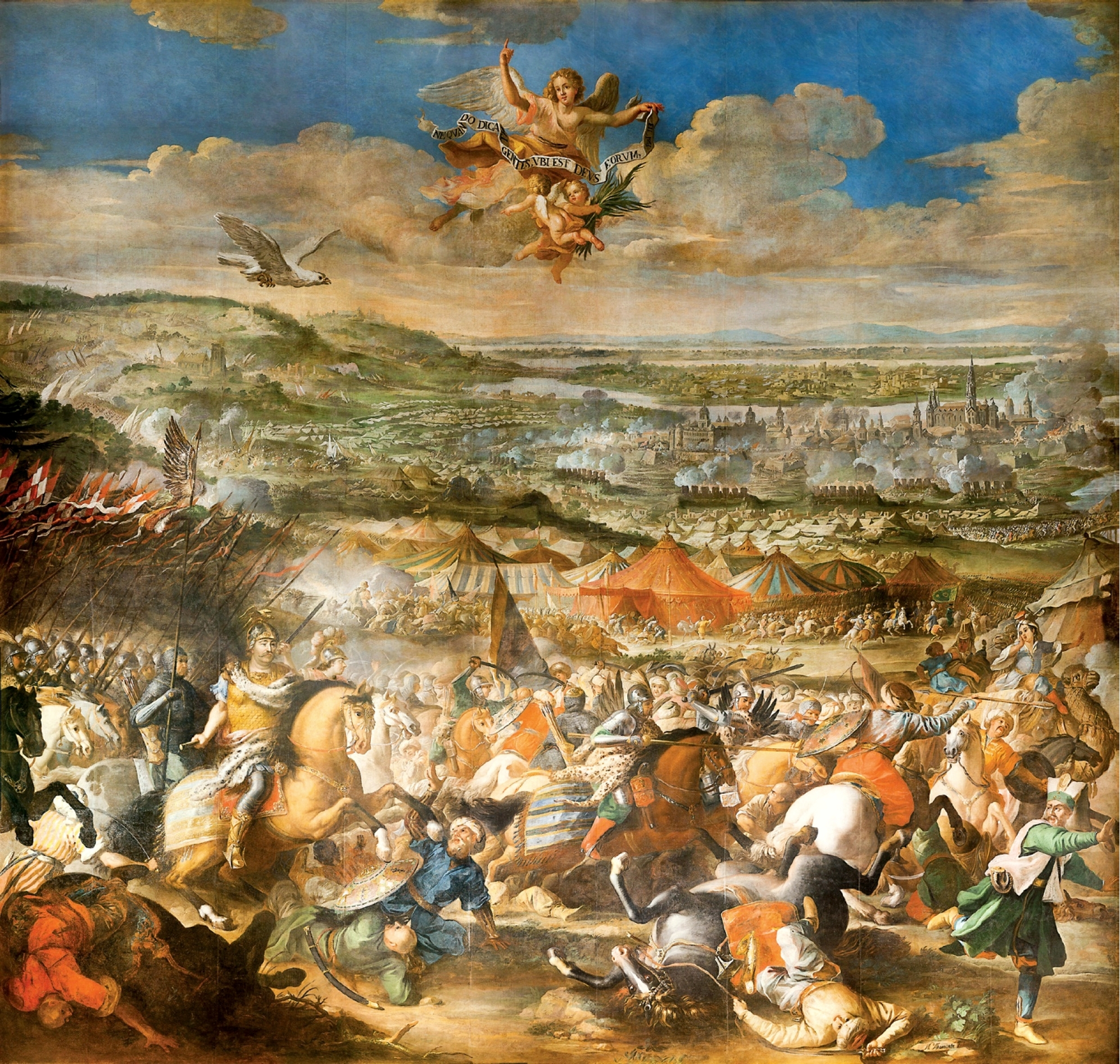
Мартин Альтомонте. «Битва під Віднем» або " Перемога Яна ІІІ Собеського 12 вересня 1683 року над армією турків-османів під Віднем ". 1688 рік,

Живопис доби австрійського бароко відігравав певне місце, але не досягав тої значимості, котру мав живопис у Римі чи у Венеції. Цікаві зразки виникли лише в австрійських художників монументалістів та портретистів.
Пафос перемоги над вояками турків-османів відбили батальні твори Мартина Альтомонте (1657—1745). Німець за корінням, він народився в Неаполі, а німецьке прізвище Гогенберг було змінене на Альтомонте. Художню освіту здобував у Неаполі, пізніше — в папському Римі, у Римській академії св. Луки. Серед його вчителів у Римі — Джованні Гаулі та Карло Маратті. 1684—1702 — працював при дворі польського короля Яна ІІІ Собеського у Львові та Жовкві, над оздобленням королівського замку-палацу Вілянув та ін. 1703 року переїхав до Австрії, працював у Відні, Санкт-Пелтені, Лінці. У містах Австрії більше працював по замовах католицької церкви.
Пройшли навчання в Італії і художники Пауль Трогер (1698—1762) та Даніель Гран (1694—1757). Незважаючи на навчання в італійських майстрів, вони виробили власні індивідуальні стилі, а їх декоративний і релігійний живопис мав неіталійський характер. Зазвичай художники на своїх палітрах використовували  9 основних пігментів: свинцеві білила, охра жовта, охра коричнева, англійська червона, сієна  та чотири чорних пігменти.
Природні пігменти могли бути дуже яскравими, та володіти високою тональною силою (охра виглядала практично так, як неаполітанська жовта, червоний, як киноварь, а сієна як краплак)
У центрі палітри художники починали змішувати фарби для отримання  необхідного кольору. Саме завдяки олійному живопису митцям вдавалося  досягти максимальної реалістичності в своїх полотнах. Серед творів Д. Грана — стінописи в Національній бібліотеці у Відні та в палаці Шварценберг. Пауль Трогер активно попрацював над художнім декором у Монастирі Мельк, де створив стінописи в монастирській бібліотеці та в парадному Мармуровому залі.
Серед популярних тоді декораторів був і Франц Антон Маульберч (1724—1796), що окрім суто Австрії встиг попрацювати на землях Угорщини та Чехії. Він навчався у Віденській художній академії та окрім живопису брався за створення офортів. В стилі Франца Антона Маульберча відчутні впливи рококо, але декоративність в його творах переважала над ідейним навантаженям чи значущістю повчальних завдань живопису як такого.
На периферійних землях Австрійської імперії працював цікавий портретист Ян Купецький (1667—1740).Навчався в Крауса в Люцерні. Великий вплив на митця мали твори Рембрандта, Гвідо Рені, Караваджо. Майже 22 роки працював в Італії, де створив декілька історичних картин. Але став відомим завдяки потужному таланту портретиста («Портрет царя Петра Першого», 1711, Брауншвейг, «Портрет Євгена Савойського», 1723, Відень, «Портрет короля Польщі Яна Собеського»).
Окрім офіційних, створив декілька портретів з музичними інструментами («Дама зі скрипкою і клавесином»,1720, «Портрет Давида Хойєра з лютнею»,1711, Театральний музей, Петербург) та автопортретів («Автопортрет при створенні образу Євгена Савойського», «Автопортрет з сином»).
В портретному жанрі працювали також Йозеф Грассі та Генріх Фюгер (1751—1818), останній обіймав посаду директора Віденської художньої академії.
Стилістику аристократичного парадного портрета підтримував Йоганн Баптист Лампі старший (1751—1830), що відходив від стилю бароко і наближався до модних в аристократів класицизму і ампіру, але в їхніх пишних формах. На стилістику робіт Лампі старшого вплинули прискорення історичного процесу, пришвидшення змін моди у мистецтві і драматичні події наполеонівських авантюр.
Австрійська аристократія не припиняла контактів із художниками та скульпторами Італії. По замовам принца Євгена Савойського працювала низка майстрів із міста Болонья. У столичний Відень була вивезена надзвичайна кількість картин художників добарокового періоду, що надзвичайно збагатило шедеврами аристократичні збірки Австрії творами Леонардо да Вінчі («Портрет Джиневри де Бенчі»), Джорджоне («Три філософи») Тиціана («Портрет Якопо Стради») тощо. У збірках і музеях Австрії чимало творів Болонської, Неаполітанської, Венеційської шкіл.

## Сади бароко, старовинні гравюри і плани

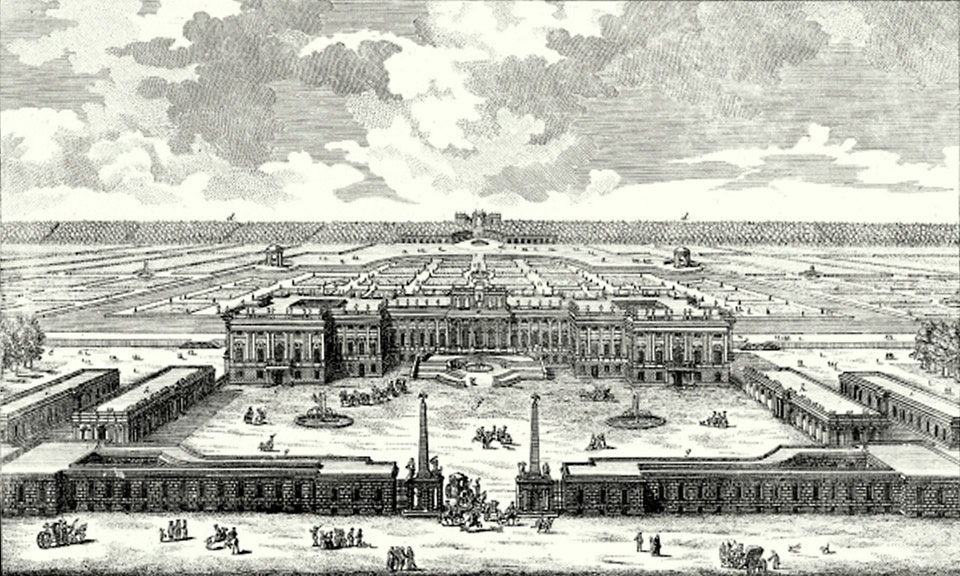
Палацово-парковий ансамбль Шонбрунн, гравюра 1696 р.
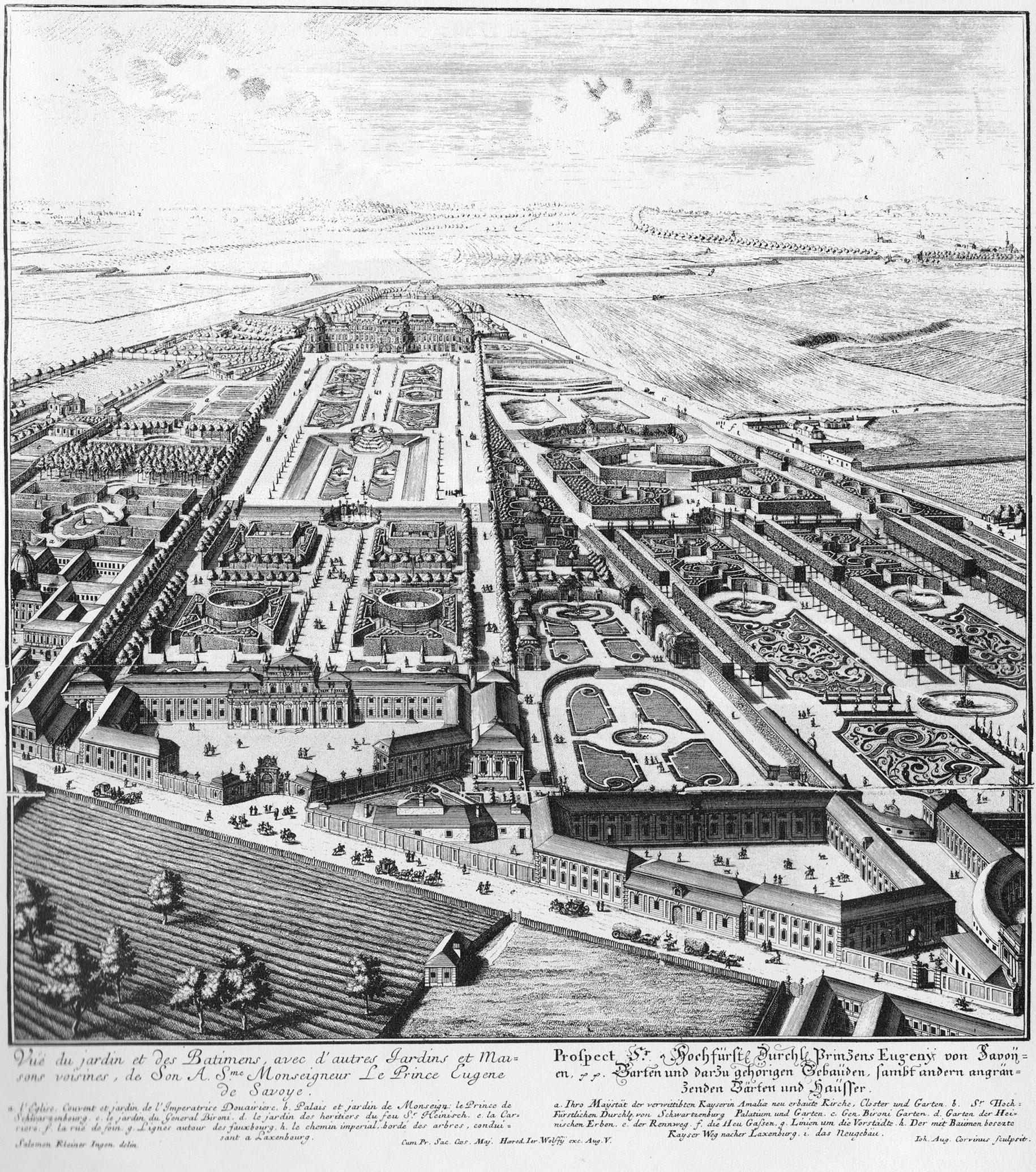
Палац Бельведер, Відень. Комплекс барокових садів, гравюра 1731 року.
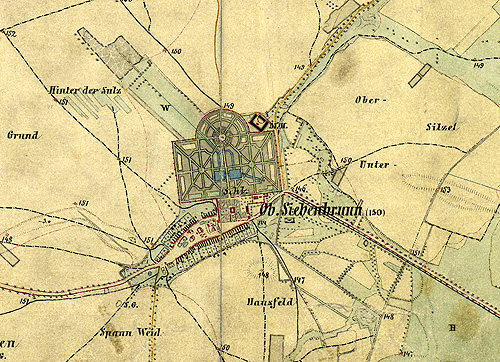
Сад бароко замка Оберзібенбрун.
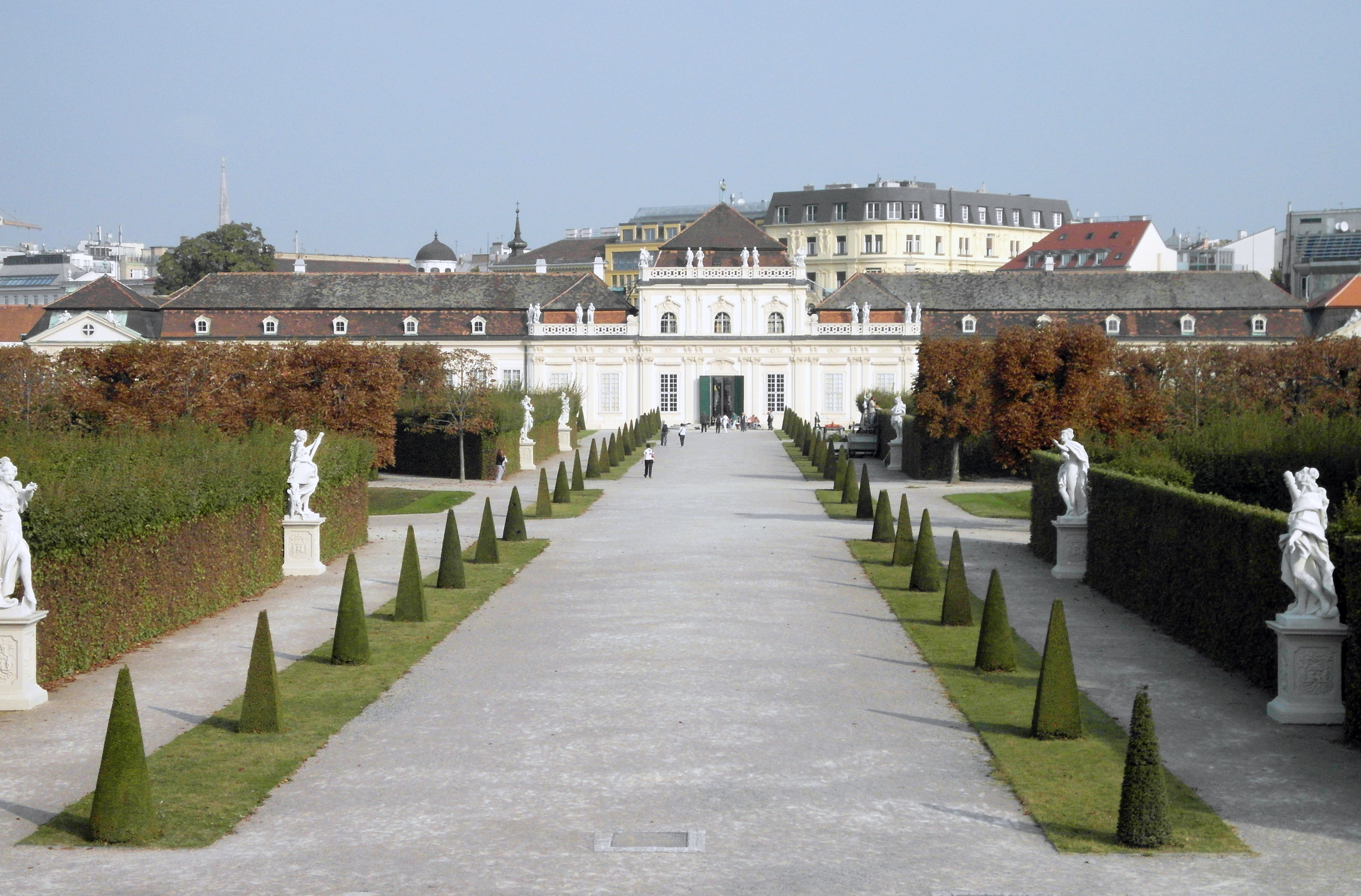
Сад на ділянці Нижнього Бельведера (2014 р.)
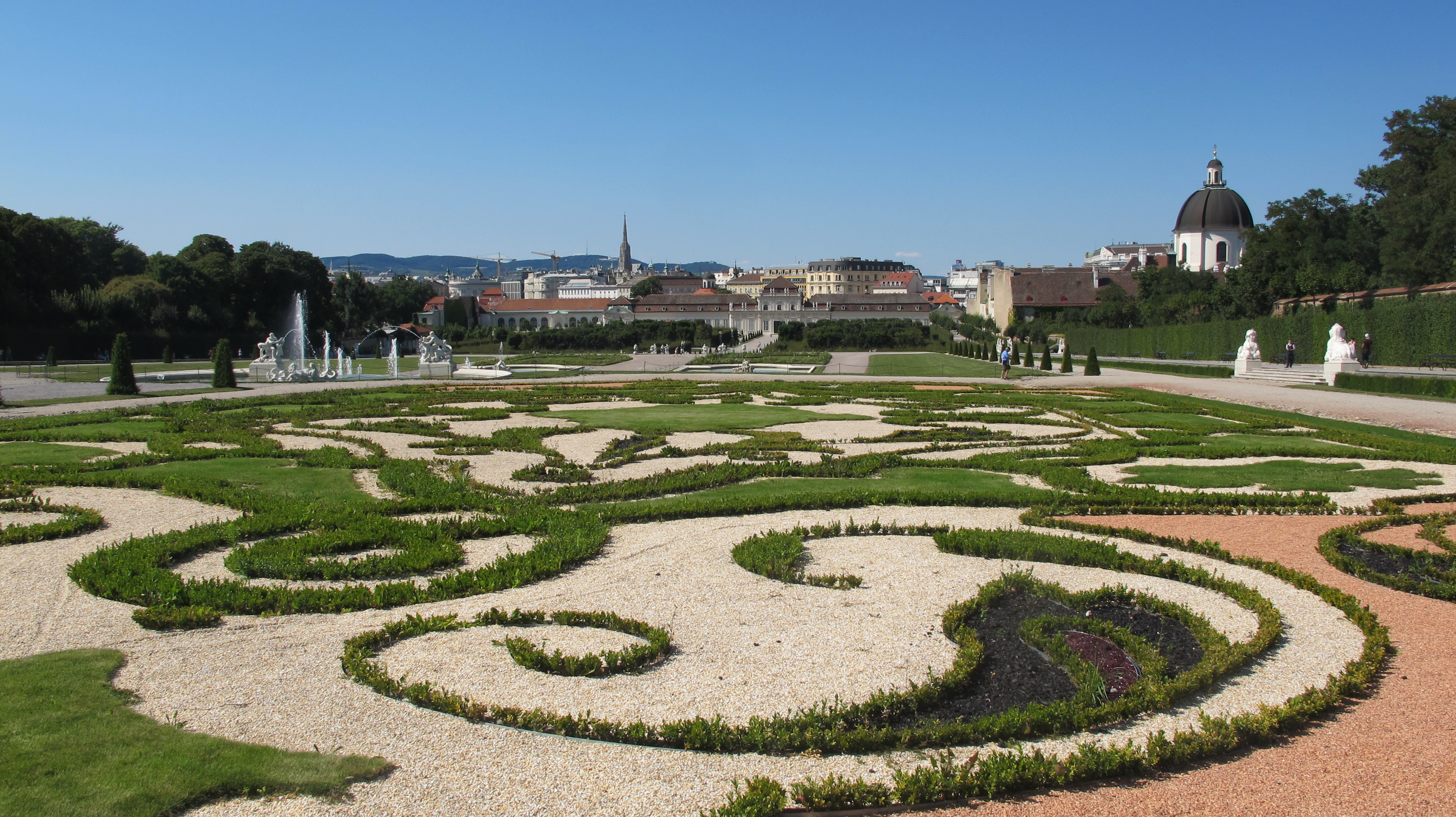
Сухий партер, Нижній Бельведер (2011 р.)
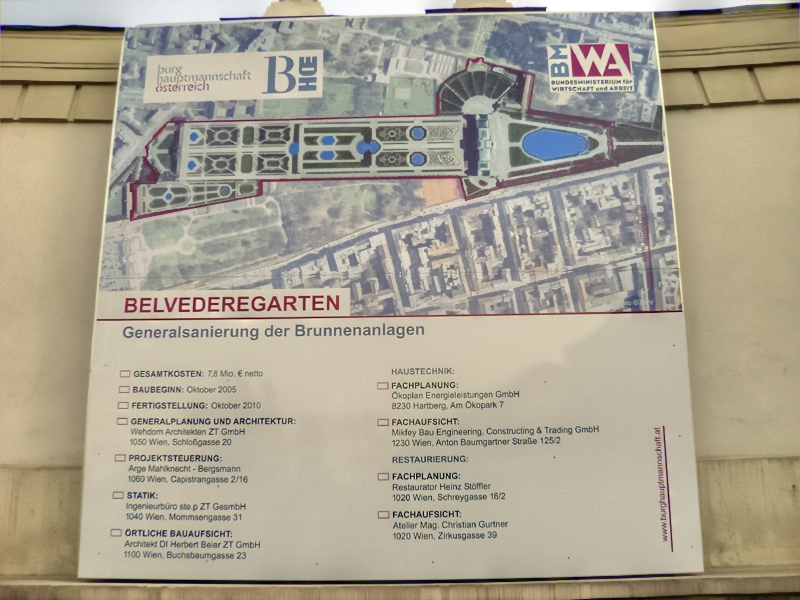
Комплекс садів Бельведера, Відень, туристична схема.
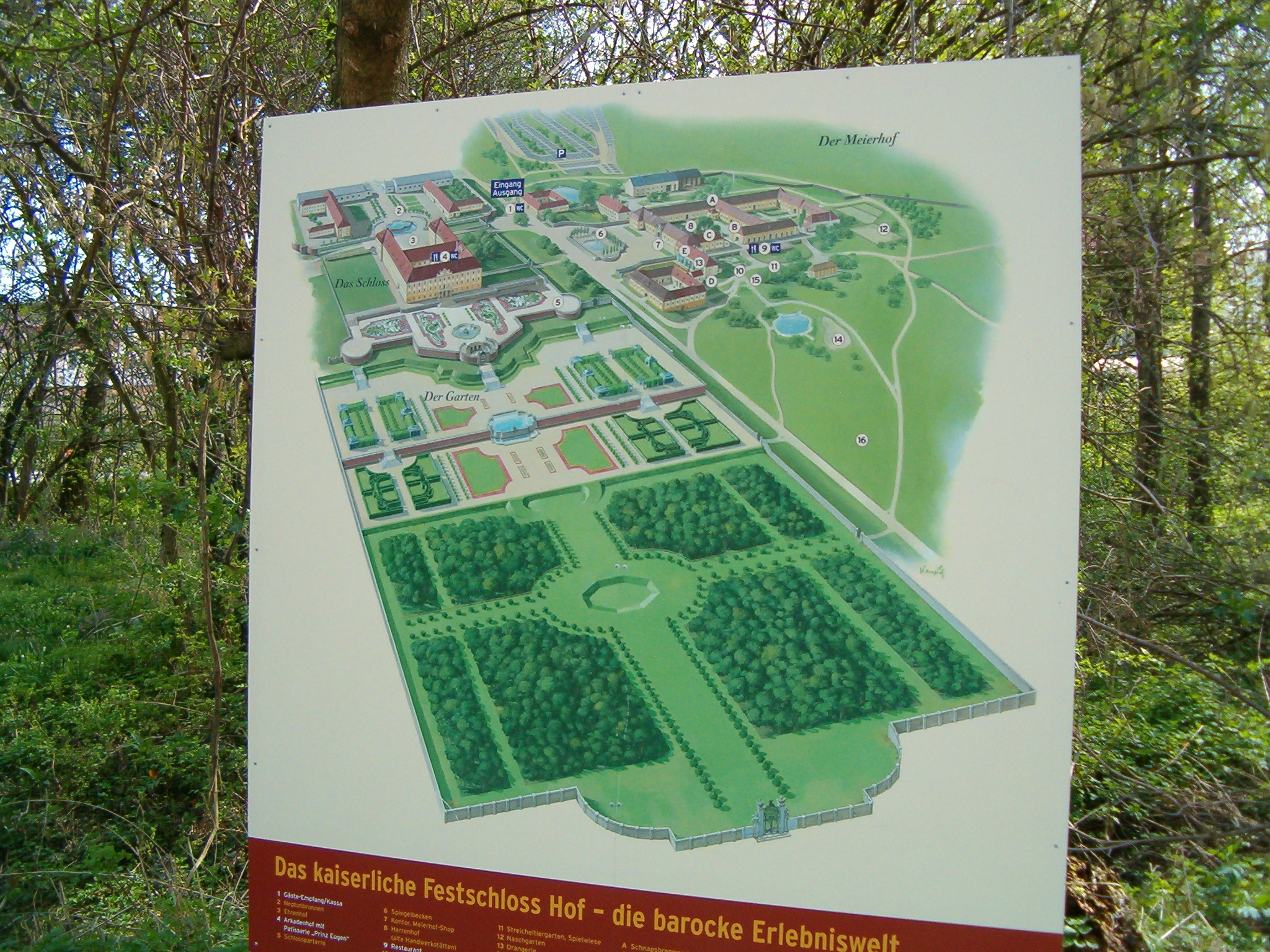
Заміський палац Шлосс Гоф, туристична схема.
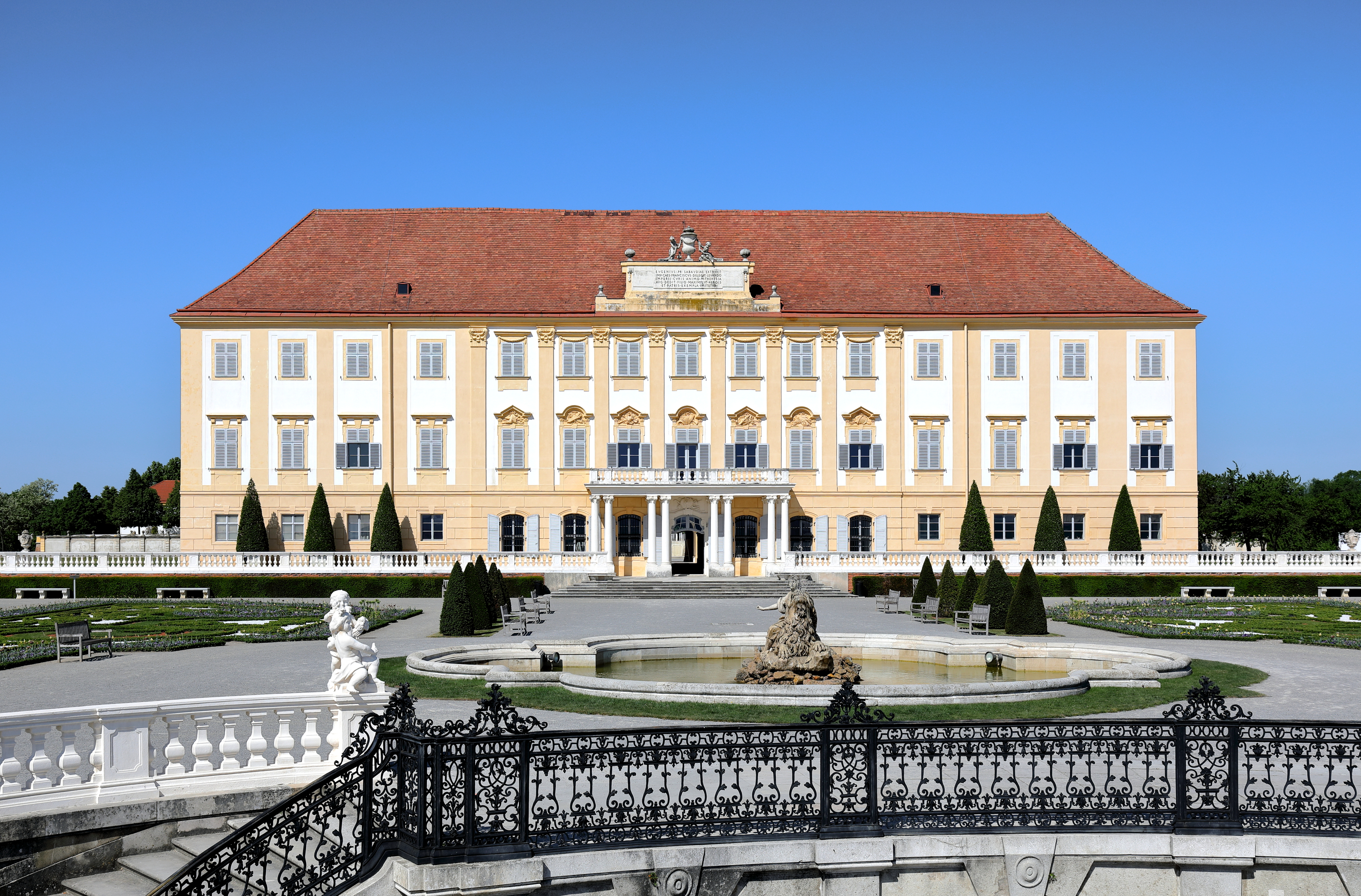
Сад біля палацу Шлосс Гоф після відновлення (2005 р.)

## Австрійське бароко у Чехії

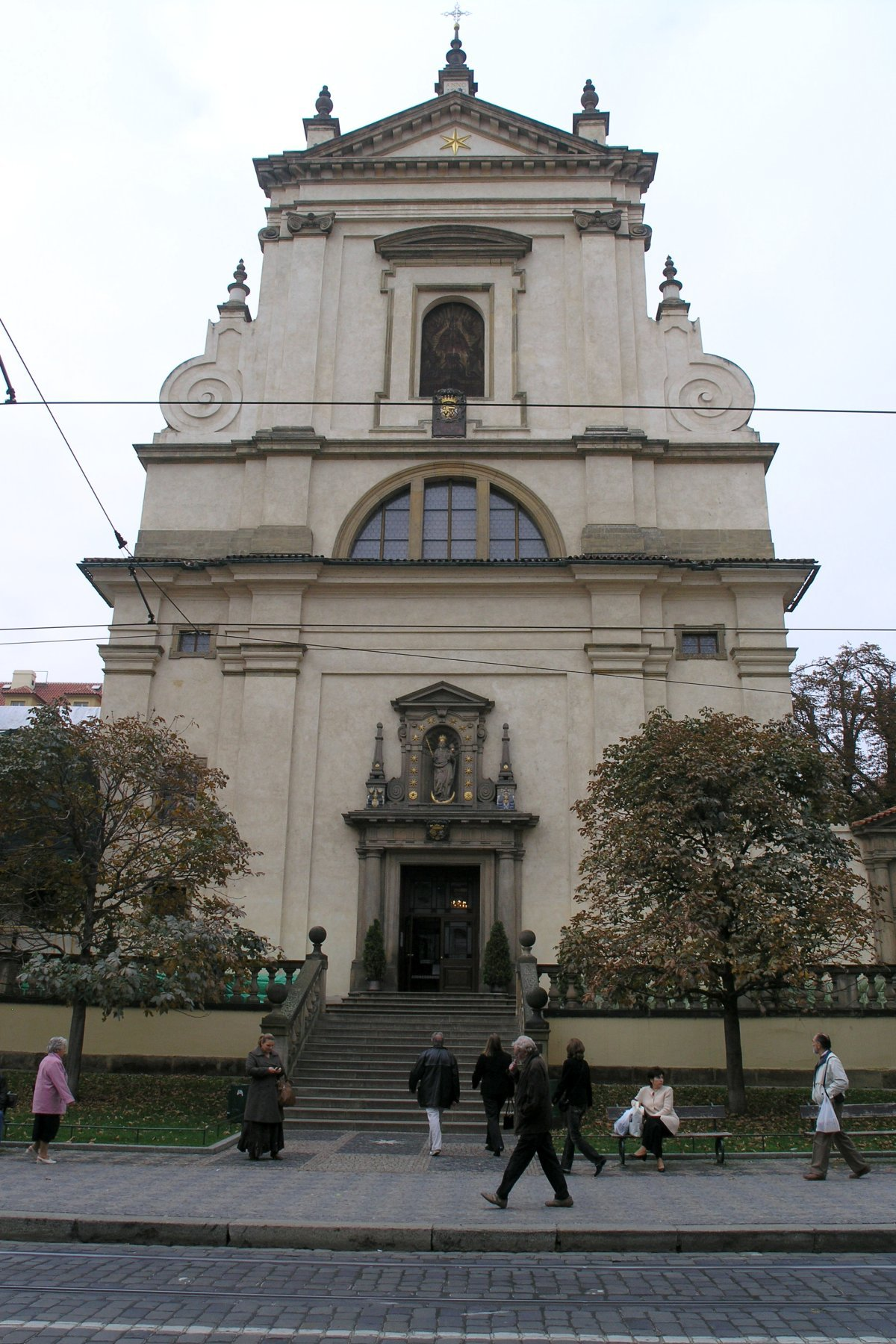
Прага, малостранський протестантський храм, перероблений на католицький костел Мадонни Звитяги

Бароко було принесено на землі Чехії австрійськими завойовниками. Після поразки у 1620 році станових чеських військ у битві при Білій Горі імперська влада розпочала справжню ідеологічну війну в Чехії, що схилилася тоді до протестантизму. Ідеологічний тиск мав на меті навернення чехів у лоно католицизму. Землі чеських феодалів конфіскували і роздали австрійським магнатським родам. Австрійські репатріанти дотримувались католицизму і розпочали швидку забудову в своїх нових маєтках замків-палаців, костелів, каплиць. Прага почала розглядатись як друга столиця Австрійської імперії. Звідси столичний блиск міста, збережений на століття.
Дослідники стверджують, що і раннє чеське бароко в місцевій культурі мало агресивний характер австрійських завойовників. Показовими були створення комплексів Валдштейнського палацу з садом та ансамбль споруд Клементінуму. Вальдштейн придбав декілька будинків та земельних ділянок під Градом, зруйнував їх і наказав збудувати розкішний палац з садом бароко італійського типу, небаченим до того в Празі. Грандіозним будівельним майданом став і Клементінум, що постійно перебудовувався і мав собор, храми, гуртожитки, монастир єзуїтів та велику бібліотеку, декілька внутрішніх дворів. Здається, усі найкращі архітектори — іноземці першої генерації працювали тут — від Доменіко Орсі і Франческо Каратті до Жана Батіста Матеї.
Будівництво в місті Прага полегшували еміграція і відтік чеських мешканців. Житлові і господарські споруди попереднього періоду руйнували або купували за безцінь і вивільнені місця забудовували в новій стилістиці. На католицькі храми перебудовували вже існуючі в столиці протестантські церкви, як то було з малостранським храмом Праги, відданим кармелітам босим і перетвореним на костел.
Але ситуація доволі швидко змінилася на протилежну. По закінченні Тридцятирічної війни Чехія увійшла в період стабілізації. В Чехії, перетвореній на імперську провінцію, було забагато будівельних матеріалів (природний камінь, пісковик, мармур, деревина), була потужна будівельна традиція і дешева робітнича сила.
Бароко як стильова система було прийняте і отримало подальший розвиток. Незважаючи на агресивний характер початкового бароко, перша генерація архітекторів і скульпторів завдала надзвичайно високий рівень проектних рішень і їх практичного виконання. Бароко Чехії практично не мало учнівського періоду пошуків чи вагань, а відразу отримало значущі і досконалі архітектурні форми і образи, які вдало використовувало та розвивало.
Серед перших споруд в стилі бароко — брама імператора Матьяша, вибудована до 1614 р. Вона зберігає зв'язок з архітектурою маньєризму з її використанням рустованих деталей, декоративних обелісків, підсиленою монументальністю.
Серед сакральних споруд з використанням стилістики бароко першою була каплиця Діви Марії, вибудована для колонії італійців у період 1590—1597 рр. Споруда мала овальний план, що сигналізував про перехід в архітектурі від пізнього відродження до бароко.
Окрема галузь чеського барокового спадку — палацово-паркові ансамблі австрійських магнатів у провінціях.

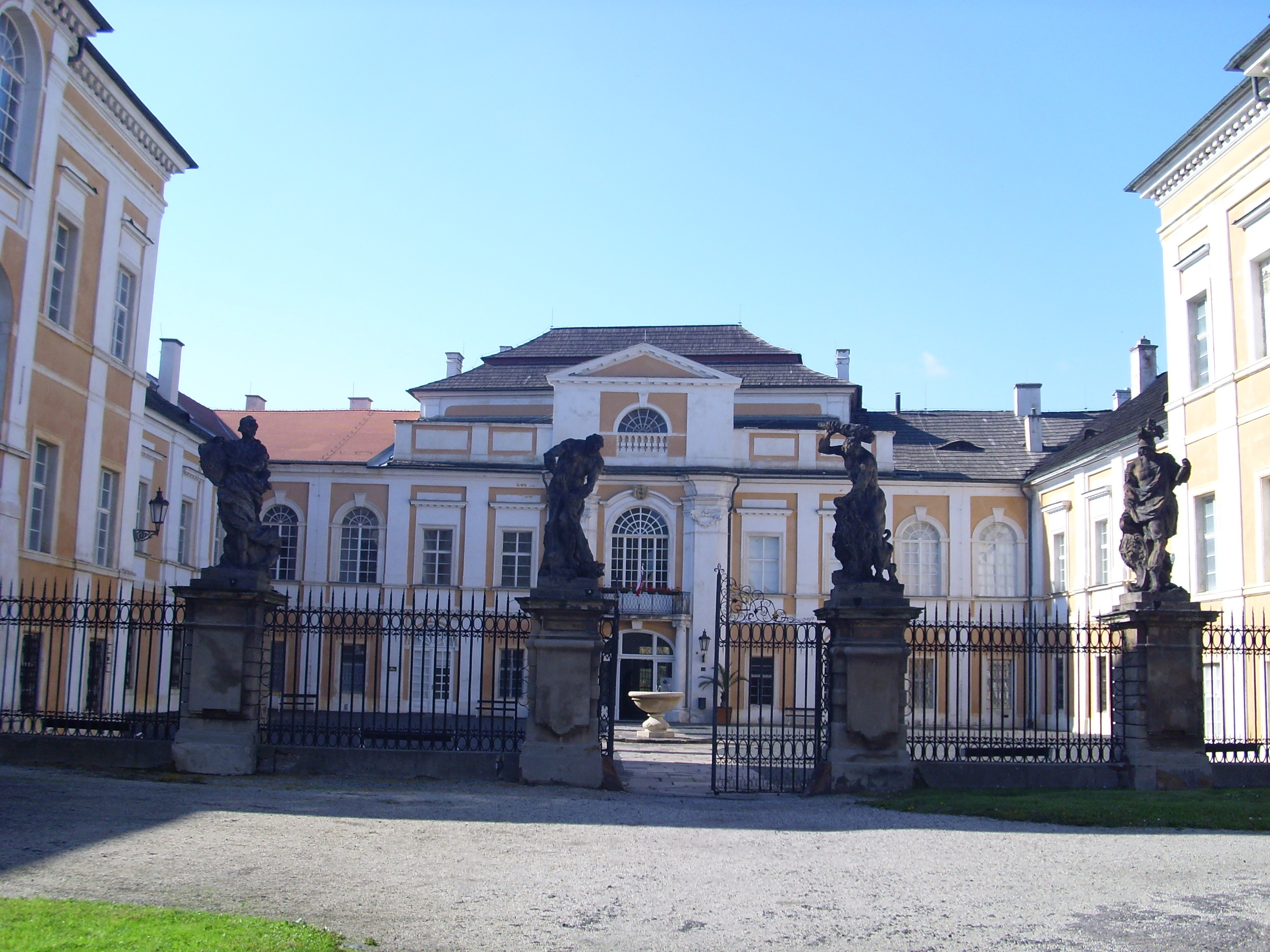
Замок Духцов, парадний двір. Володар — архієпископ Йоган Фрідріх фон Вальдштейн.
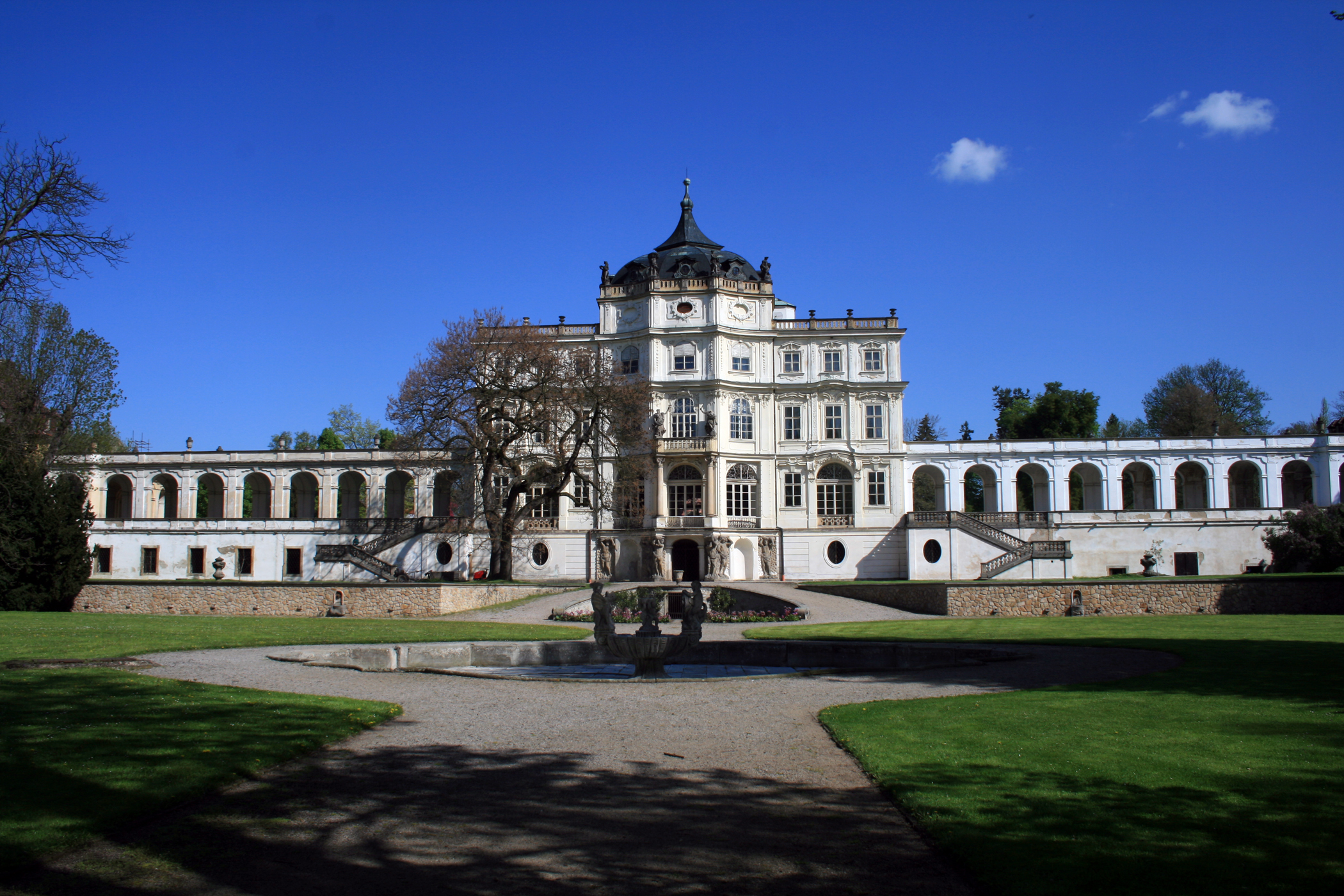
Замок Плосковіце, з 1805 р. володіння королівської родини Габсбургів.
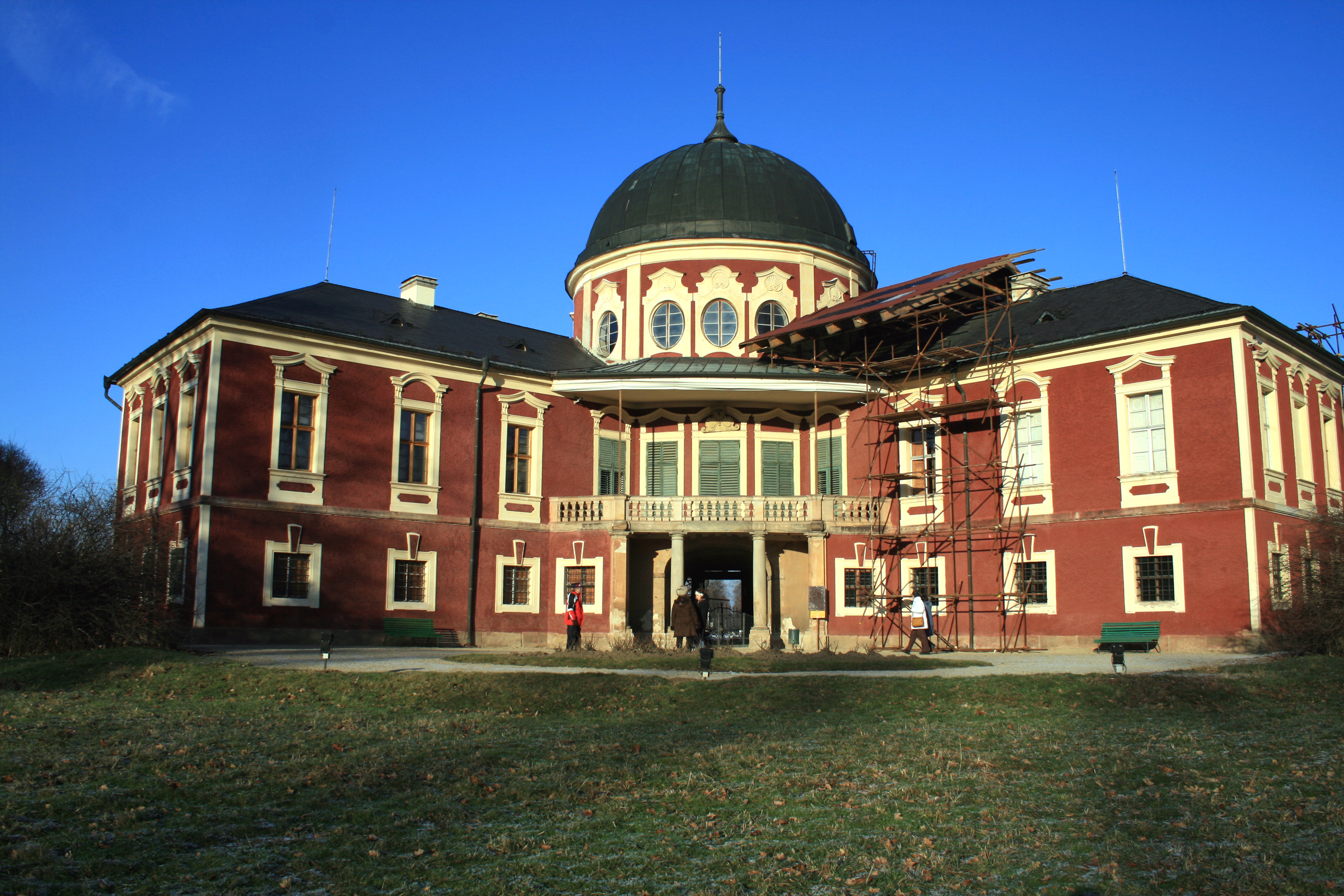
Замок Вельтруси, володар —  граф Рудольф Хотек (1706—1779), голова управління фінансових установ Австрійської імперії.
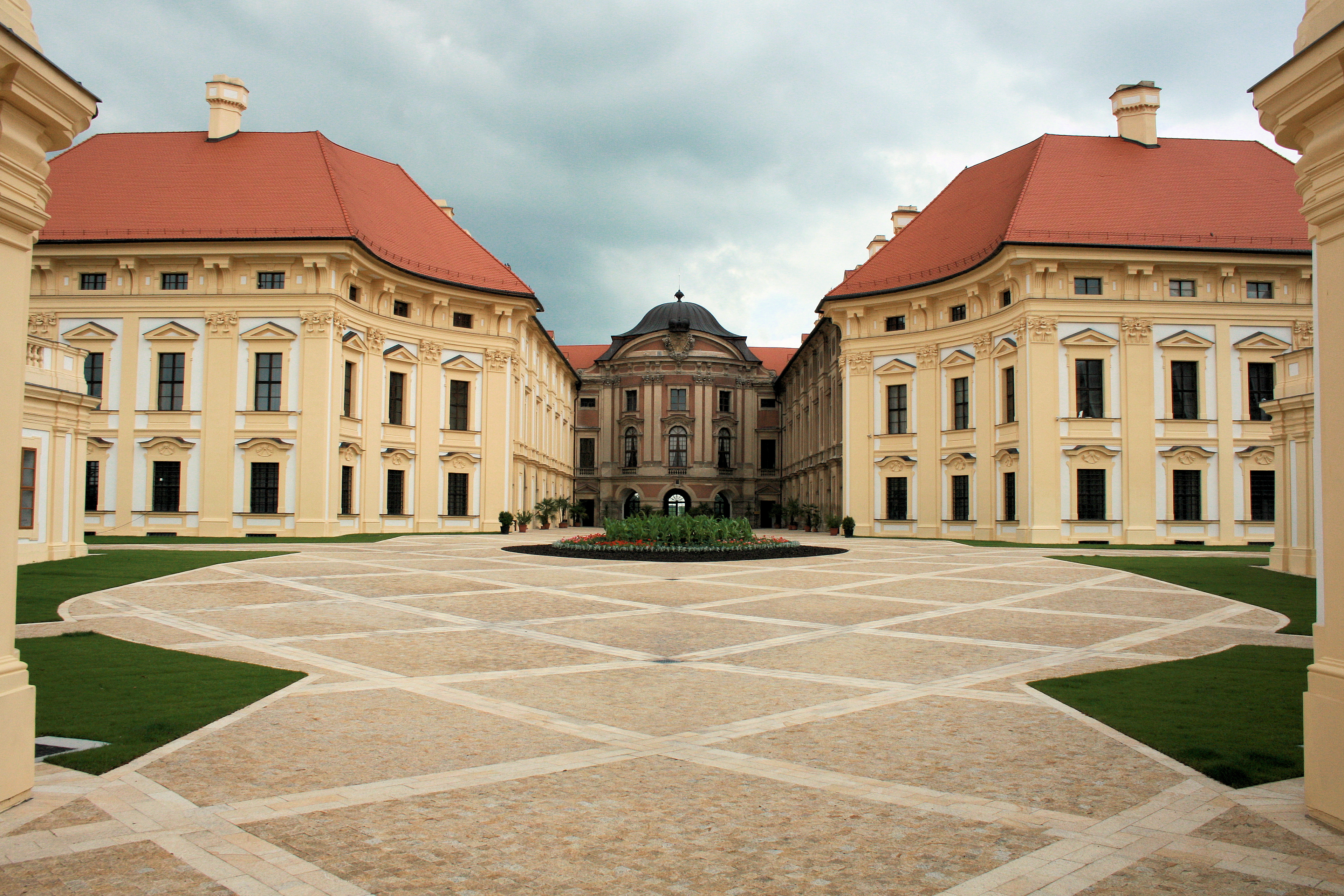
Палац Славков-у-Брна, родинний палац  князів Кауніц

## Протистояння з класицизмом Франції 17 і 18 ст
Мистецтво Австрії фактично розвивалось у межах бароко католицьких країн і у ідейному протистоянні класицизму, зразки котрого дала абсолютистська Франція. Дивним чином завдання звеличення абсолютизму у Франції і у Австрії було виконано обома стилістичними системами. Військове протистояння між Австрією та Францією відбилося також на надзвичайно малому впливі французьких зразків у архітектурі і у живопису Австрії, де підтримували тісні стосунки з королівським двором Іспанії і феодальним двором папи римського. Незважаючи на ідейний вплив Версальського ансамблю на створення палаців Бельведер чи Шонбрунн, вони не копіювали уславлений зразок як у дрібних німецьких князівствах, а вибудовані досить індивідуально. Мистецьке протистояння із Францією мало наслідком відмову від придбання зразків французького живопису у австрійські королівські колекції. Їх досить мало навіть у 20 столітті, коли мистецьке протистояння двох країн вщухло і старовинні картини французьких майстрів почали купувати і австрійські музеї.
У 18 столітті на територіях «лоскутної імперії», котрою залишалась Австрійська держава, не склалися умови для успішного розвитку класицизму. Він був лише модною забавою небагатьох родин. Австрія наче витратила усі творчі сили на розвиток та розквіт бароко і рококо і заспокоїлась в класицизмі. Так, ранній класицизм в Австрії не отримав розвитку. Ідеї доби просвітництва мали досить обмежений характер. Тому класицизм мав досить обмежене розповсюдження і не дав значних зразків міських чи садибних ансамблів на кшталт Франції, Британії чи Російської імперії.

## Необароко ХІХ ст

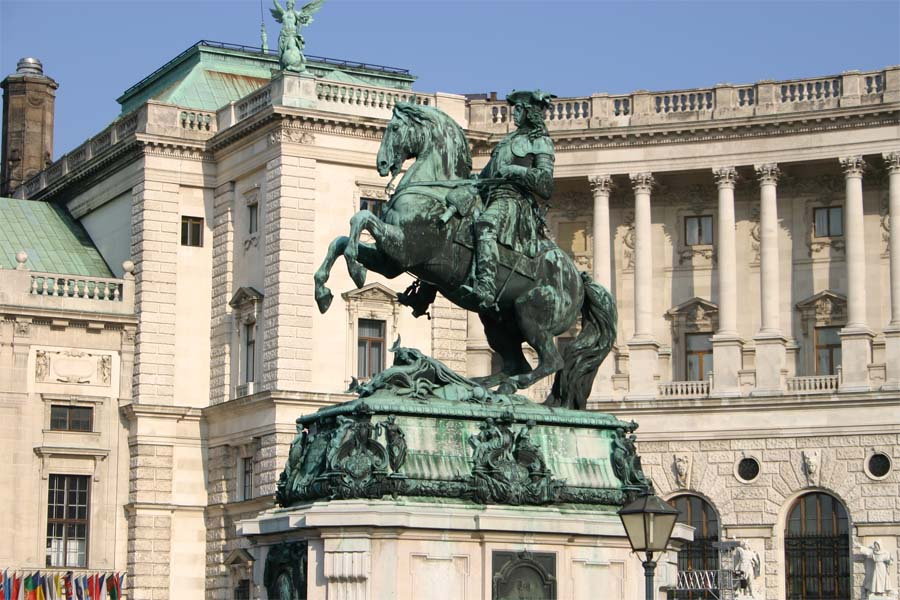
Відень, площа Героїв з монументом Євгену Савойському у стилі необароко, 1865 р.

Велика кількість збережених барокових споруд у Австрії сприяла їх впливу на архітектурну практику середини 19 ст., коли поширилось використання неостилів або історичних стилів. Серед найпоширеніших у Австрії були неоготика і необароко.
Пафосна архітектура чудернацько поєднана з імперськими амбіціями і зверненням до яскравих історичних стилів — панують неоготика, неоренесанс, необароко, неогрек. Серед великих будівель Відня цього часу — Оперний театр (арх. Зіккард фон Зіккардсбугр, 1861—1869), нова будівля Парламенту (арх. Т. Хансен), церква Вотівкірхе (арх. Г. Ферстель, 1883), нова Ратуша (арх. Ф. Шмідт, 1895), дві грандіозні будівлі імперських музеїв та Бургтеатр (арх. Г. Земпер та К. Хазенауер). В межах пафосної стилістики еклектики будують театри і по-за межами Відня — у Чернівцях, Празі, Львові, Одесі — за проектами віденських архітекторів.